# San Diego Padres 2024
La stagione 2024 dei San Diego Padres è stata la 56ª stagione della franchigia nella Major League Baseball (MLB). I Padres hanno disputano le proprie partite casalinghe presso il Petco Park di San Diego come membri della National League West Division.

## Stagione
Con la vittoria contro i San Francisco Giants del 13 settembre 2024, i Padres hanno matematicamente ottenuto un record stagionale migliore della stagione precedente (conclusasi con 82 vittorie e 80 sconfitte).
Dopo la vittoria contro i Chicago White Sox del 22 settembre 2024, i Padres hanno raggiunto quota 90 vittorie in stagione, un totale raggiunto dalla squadra l'ultima volta nella stagione 2010.
Il 24 settembre 2024 i Padres si sono assicurati la qualificazione alla postseason come miglior squadra nella classifica della Wild Card della National League grazie alla loro vittoria (con il punteggio di 4-2) contro i Los Angeles Dodgers. Il triple play con cui hanno concluso la partita è il 9° realizzato nella storia dei Padres, nonché il 3° conclusivo di una gara negli ultimi 30 anni e il primo dopo quello realizzato il 10 giugno 2010 (contro i New York Mets). Inoltre è stato il primo triple play nell'intera storia della MLB con cui una squadra ha ottenuto l'accesso alla postseason. È la terza volta che i Padres accedono alla postseason nelle ultime cinque stagioni.
Nelle National League Wild Card Series hanno battuto gli Atlanta Braves con 2 vittorie. Successivamente hanno affrontato i Los Angeles Dodgers nelle National League Division Series, perdendo la serie con il punteggio di 2-3 ed uscendo eliminati dalla postseason. Nella serie con i Dodgers, in Gara 2 del 6 ottobre 2024, i Padres hanno battuto 6 home runs stabilendo non solo il nuovo record di franchigia per homers battuti in una singola partita di postseason, ma sono anche stati la prima squadra MLB a farlo in una partita giocata in trasferta.

## Risultati

### Spring Training
| Spring Training                                          | Spring Training                                          | Spring Training                                          | Spring Training                                          | Spring Training                                          | Spring Training                                          | Spring Training                                          | Spring Training                                          | Spring Training                                          |
| Record Spring Training: 9–11 (Casa: 5–7; Trasferta: 4–4) | Record Spring Training: 9–11 (Casa: 5–7; Trasferta: 4–4) | Record Spring Training: 9–11 (Casa: 5–7; Trasferta: 4–4) | Record Spring Training: 9–11 (Casa: 5–7; Trasferta: 4–4) | Record Spring Training: 9–11 (Casa: 5–7; Trasferta: 4–4) | Record Spring Training: 9–11 (Casa: 5–7; Trasferta: 4–4) | Record Spring Training: 9–11 (Casa: 5–7; Trasferta: 4–4) | Record Spring Training: 9–11 (Casa: 5–7; Trasferta: 4–4) | Record Spring Training: 9–11 (Casa: 5–7; Trasferta: 4–4) |
| Partita                                                  | Data                                                     | Avversario                                               | Punteggio                                                | Vittoria                                                 | Sconfitta                                                | Save                                                     | Stadio (spettatori)                                      | Record                                                   |
| -------------------------------------------------------- | -------------------------------------------------------- | -------------------------------------------------------- | -------------------------------------------------------- | -------------------------------------------------------- | -------------------------------------------------------- | -------------------------------------------------------- | -------------------------------------------------------- | -------------------------------------------------------- |
| 1                                                        | 22.2.2024                                                | Dodgers                                                  | S 1–14                                                   | Stone (1–0)                                              | Musgrove (0–1)                                           | —                                                        | Peoria Stadium (8 677)                                   | 0–1                                                      |
| 2                                                        | 23.2.2024                                                | @ Dodgers                                                | S 1–4                                                    | Knack (1–0)                                              | Brito (0–1)                                              | Dreyer (1)                                               | Camelback Ranch (11 623)                                 | 0–2                                                      |
| 3                                                        | 24.2.2024                                                | Brewers                                                  | S 7–11                                                   | Zastryzny (1–0)                                          | Avila (0–1)                                              | —                                                        | Peoria Stadium (7 145)                                   | 0–3                                                      |
| 4                                                        | 25.2.2024                                                | @ Cubs                                                   | V 7–0                                                    | Vásquez (1–0)                                            | Assad (0–1)                                              | —                                                        | Sloan Park (12 286)                                      | 1–3                                                      |
| 5                                                        | 26.2.2024                                                | Guardians                                                | S 4–7                                                    | Lively (1–0)                                             | Musgrove (0–2)                                           | —                                                        | Peoria Stadium (8 677)                                   | 1–4                                                      |
| 6                                                        | 27.2.2024                                                | Royals (SS)                                              | V 6–3                                                    | Cosgrove (1–0)                                           | Barnett (0–2)                                            | —                                                        | Peoria Stadium (2 340)                                   | 2–4                                                      |
| 7                                                        | 28.2.2024                                                | @ White Sox                                              | V 3–1                                                    | Brito (1–1)                                              | Peralta (0–1)                                            | Estrada (1)                                              | Camelback Ranch (3 014)                                  | 3–4                                                      |
| 8                                                        | 29.2.2024                                                | @ Athletics                                              | V 5–3                                                    | Avila (1–1)                                              | Boyle (0–1)                                              | Kopps (1)                                                | Hohokam Stadium (3 476)                                  | 4–4                                                      |
| 9                                                        | 1.3.2024                                                 | Angels (SS)                                              | S 3–5                                                    | Rosenberg (1–1)                                          | Cosgrove (1–1)                                           | Fulmer (1)                                               | Peoria Stadium (5 027)                                   | 4–5                                                      |
| 10                                                       | 1.3.2024                                                 | @ Brewers (SS)                                           | S 3–4                                                    | Myers (1–0)                                              | Jacob (0–1)                                              | —                                                        | American Family Fields of Phoenix (3 639)                | 4–6                                                      |
| 11                                                       | 2.3.2024                                                 | @ Giants                                                 | V 3–2                                                    | Estrada (1–0)                                            | Small (0–1)                                              | —                                                        | Scottsdale Stadium (11 005)                              | 5–6                                                      |
| 12                                                       | 3.3.2024                                                 | Mariners                                                 | V 12–4                                                   | Darvish (1–0)                                            | Castillo (0–1)                                           | —                                                        | Peoria Stadium (8 172)                                   | 6–6                                                      |
| 13                                                       | 4.3.2024                                                 | Cubs                                                     | V 2–1                                                    | Waldron (1–0)                                            | Clarke (0–1)                                             | Peralta (1)                                              | Peoria Stadium (5 266)                                   | 7–6                                                      |
| 14                                                       | 5.3.2024                                                 | @ D'Backs                                                | S 3–5                                                    | Nelson (3–0)                                             | Avila (1–2)                                              | Saalfrank (1)                                            | Salt River Fields at Talking Stick (8 547)               | 7–7                                                      |
| 15                                                       | 6.3.2024                                                 | Reds                                                     | S 2–6                                                    | Ashcraft (1–0)                                           | Vásquez (1–1)                                            | —                                                        | Peoria Stadium (3 000)                                   | 7–8                                                      |
| 16                                                       | 9.3.2024                                                 | White Sox                                                | N 1–1                                                    | —                                                        | —                                                        | —                                                        | Peoria Stadium (9 541)                                   | 7–8                                                      |
| 17                                                       | 10.3.2024                                                | @ Angels                                                 | S 4–5                                                    | García (1–0)                                             | Go (0–1)                                                 | Estévez (1)                                              | Tempe Diablo Stadium (8 634)                             | 7–9                                                      |
| 18                                                       | 11.3.2024                                                | @ Mariners                                               | V 13–3                                                   | Darvish (2–0)                                            | Gilbert (0–1)                                            | —                                                        | Peoria Stadium (7 548)                                   | 8–9                                                      |
| 19                                                       | 12.3.2024                                                | D'Backs                                                  | N 2–2                                                    |                                                          |                                                          | —                                                        | Peoria Stadium (7 352)                                   | 8–9                                                      |
| 19                                                       | 13.3.2024                                                | Athletics                                                | V 12–11                                                  | Musgrove (1–2)                                           | Stripling (0–2)                                          | Cosgrove (1)                                             | Peoria Stadium (4 064)                                   | 9–9                                                      |
| 20                                                       | 25.3.2024                                                | Mariners                                                 | S 1–4                                                    | Miller (1–0)                                             | Cease (1–1)                                              | Taylor (1)                                               | Petco Park (37 544)                                      | 9–10                                                     |
| 21                                                       | 26.3.2024                                                | Mariners                                                 | S 6–7                                                    | Voth (1–0)                                               | Go (0–2)                                                 | Alford (1)                                               | Petco Park (17 145)                                      | 9–11                                                     |

### Exhibition games
| Exhibition Games                                         | Exhibition Games                                         | Exhibition Games                                         | Exhibition Games                                         | Exhibition Games                                         | Exhibition Games                                         | Exhibition Games                                         | Exhibition Games                                         | Exhibition Games                                         |
| Record Exhibition Games: 2–0 (Casa: 0–0; Trasferta: 2–0) | Record Exhibition Games: 2–0 (Casa: 0–0; Trasferta: 2–0) | Record Exhibition Games: 2–0 (Casa: 0–0; Trasferta: 2–0) | Record Exhibition Games: 2–0 (Casa: 0–0; Trasferta: 2–0) | Record Exhibition Games: 2–0 (Casa: 0–0; Trasferta: 2–0) | Record Exhibition Games: 2–0 (Casa: 0–0; Trasferta: 2–0) | Record Exhibition Games: 2–0 (Casa: 0–0; Trasferta: 2–0) | Record Exhibition Games: 2–0 (Casa: 0–0; Trasferta: 2–0) | Record Exhibition Games: 2–0 (Casa: 0–0; Trasferta: 2–0) |
| Partita                                                  | Data                                                     | Avversario                                               | Punteggio                                                | Vittoria                                                 | Sconfitta                                                | Save                                                     | Stadio (spettatori)                                      | Record                                                   |
| -------------------------------------------------------- | -------------------------------------------------------- | -------------------------------------------------------- | -------------------------------------------------------- | -------------------------------------------------------- | -------------------------------------------------------- | -------------------------------------------------------- | -------------------------------------------------------- | -------------------------------------------------------- |
| 1                                                        | 17.3.2024                                                | @ Corea del Sud                                          | V 1–0                                                    | Brito (1–0)                                              | Moon (0–1)                                               | Suárez (1)                                               | Gocheok Sky Dome (12 497)                                | 1–0                                                      |
| 2                                                        | 18.3.2024                                                | @ LG Twins                                               | V 5–4                                                    | Cease (1–0)                                              | Im (0–1)                                                 | Go (1)                                                   | Gocheok Sky Dome (6 815)                                 | 2–0                                                      |

### Regular season

#### Marzo/Aprile
| Stagione – Marzo/Aprile 2024                            | Stagione – Marzo/Aprile 2024                            | Stagione – Marzo/Aprile 2024                            | Stagione – Marzo/Aprile 2024                            | Stagione – Marzo/Aprile 2024                            | Stagione – Marzo/Aprile 2024                            | Stagione – Marzo/Aprile 2024                            | Stagione – Marzo/Aprile 2024                            | Stagione – Marzo/Aprile 2024                            |
| Record Marzo/Aprile: 15–18 (Casa: 7–12; Trasferta: 8–6) | Record Marzo/Aprile: 15–18 (Casa: 7–12; Trasferta: 8–6) | Record Marzo/Aprile: 15–18 (Casa: 7–12; Trasferta: 8–6) | Record Marzo/Aprile: 15–18 (Casa: 7–12; Trasferta: 8–6) | Record Marzo/Aprile: 15–18 (Casa: 7–12; Trasferta: 8–6) | Record Marzo/Aprile: 15–18 (Casa: 7–12; Trasferta: 8–6) | Record Marzo/Aprile: 15–18 (Casa: 7–12; Trasferta: 8–6) | Record Marzo/Aprile: 15–18 (Casa: 7–12; Trasferta: 8–6) | Record Marzo/Aprile: 15–18 (Casa: 7–12; Trasferta: 8–6) |
| Partita                                                 | Data                                                    | Avversario                                              | Punteggio                                               | Vittoria                                                | Sconfitta                                               | Save                                                    | Stadio (spettatori)                                     | Record                                                  |
| ------------------------------------------------------- | ------------------------------------------------------- | ------------------------------------------------------- | ------------------------------------------------------- | ------------------------------------------------------- | ------------------------------------------------------- | ------------------------------------------------------- | ------------------------------------------------------- | ------------------------------------------------------- |
| 1                                                       | 20.3.2024                                               | Dodgers                                                 | S 2–5                                                   | Hudson (1–0)                                            | Brito (0–1)                                             | Phillips (1)                                            | Gocheok Sky Dome (15 952)                               | 0–1                                                     |
| 2                                                       | 21.3.2024                                               | @ Dodgers                                               | V 15–11                                                 | King (1–0)                                              | Yamamoto (0–1)                                          | Suárez (1)                                              | Gocheok Sky Dome (15 928)                               | 1–1                                                     |
| 3                                                       | 28.3.2024                                               | Giants                                                  | V 6–4                                                   | Matsui (1–0)                                            | Jackson (0–1)                                           | Suárez (2)                                              | Petco Park (44 953)                                     | 2–1                                                     |
| 4                                                       | 29.3.2024                                               | Giants                                                  | S 3–8                                                   | Harrison (1–0)                                          | Musgrove (0–1)                                          | —                                                       | Petco Park (45 427)                                     | 2–2                                                     |
| 5                                                       | 30.3.2024                                               | Giants                                                  | S 6–9                                                   | Hicks (1–0)                                             | Cease (0–1)                                             | —                                                       | Petco Park (37 104)                                     | 2–3                                                     |
| 6                                                       | 31.3.2024                                               | Giants                                                  | V 13–4                                                  | Ávila (1–0)                                             | Jefferies (0–1)                                         | —                                                       | Petco Park (34 499)                                     | 3–3                                                     |
| 7                                                       | 1.4.2024                                                | Cardinals                                               | S 2–6                                                   | Gibson (1–0)                                            | Waldron (0–1)                                           | —                                                       | Petco Park (37 566)                                     | 3–4                                                     |
| 8                                                       | 2.4.2024                                                | Cardinals                                               | S 2–5                                                   | Mikolas (1–1)                                           | Darvish (0–1)                                           | Helsey (1)                                              | Petco Park (43 076)                                     | 3–5                                                     |
| 9                                                       | 3.4.2024                                                | Cardinals                                               | V 3–2                                                   | Musgrove (1–1)                                          | Thompson (0–2)                                          | Suárez (3)                                              | Petco Park (38 835)                                     | 4–5                                                     |
| 10                                                      | 5.4.2024                                                | @ Giants                                                | S 2–3                                                   | Doval (1–0                                              | De Los Santos (0–1)                                     | —                                                       | Oracle Park (40 645)                                    | 4–6                                                     |
| 11                                                      | 6.4.2024                                                | @ Giants                                                | V 4–0                                                   | King (2–0)                                              | Winn (0–2)                                              | —                                                       | Oracle Park (40 114)                                    | 5–6                                                     |
| 12                                                      | 7.4.2024                                                | @ Giants                                                | S 2–3                                                   | Walker (1–0)                                            | Brito (0–2)                                             | Doval (1)                                               | Oracle Park (40 149)                                    | 5–7                                                     |
| 13                                                      | 8.4.2024                                                | Cubs                                                    | V 9–8                                                   | Peralta (1–0)                                           | Alzolay (1–1)                                           | Suárez (4)                                              | Petco Park (33 864)                                     | 6–7                                                     |
| 14                                                      | 9.4.2024                                                | Cubs                                                    | S 1–5                                                   | Smyly (2–1)                                             | Musgrove (1–2)                                          | —                                                       | Petco Park (35 171)                                     | 6–8                                                     |
| 15                                                      | 10.4.2024                                               | Cubs                                                    | V 10–2                                                  | Cease (1–1)                                             | Hendricks (0–2)                                         | —                                                       | Petco Park (39 048)                                     | 7–8                                                     |
| 16                                                      | 12.4.2024                                               | @ Dodgers                                               | V 8–7 (F/11)                                            | Suárez (1–0)                                            | Vesia (0–2)                                             | —                                                       | Dodger Stadium (49 606)                                 | 8–8                                                     |
| 17                                                      | 13.4.2024                                               | @ Dodgers                                               | S 2–5                                                   | Stone (1–1)                                             | Cosgrove (0–1)                                          | Phillips (5)                                            | Dodger Stadium (44 582)                                 | 8–9                                                     |
| 18                                                      | 14.4.2024                                               | @ Dodgers                                               | V 6–3                                                   | Matsui (2–0)                                            | Feyereisen (0–1)                                        | Suárez (5)                                              | Dodger Stadium (49 432)                                 | 9–9                                                     |
| 19                                                      | 15.4.2024                                               | @ Brewers                                               | V 7–3                                                   | Musgrove (2–2)                                          | Ross (1–1)                                              | Suárez (6)                                              | American Family Field (18 396)                          | 10–9                                                    |
| 20                                                      | 16.4.2024                                               | @ Brewers                                               | V 6–3                                                   | Cease (2–1)                                             | Miley (0–1)                                             | —                                                       | American Family Field (20 034)                          | 11–9                                                    |
| 21                                                      | 17.4.2024                                               | @ Brewers                                               | S 0–1                                                   | Uribe (2–1)                                             | King (2–1)                                              | Payamps (2)                                             | American Family Field (24 521)                          | 11–10                                                   |
| 22                                                      | 19.4.2024                                               | Blue Jays                                               | S 1–5                                                   | Francis (2–2)                                           | Waldron (0–2)                                           | —                                                       | Petco Park (44 890)                                     | 11–11                                                   |
| 23                                                      | 20.4.2024                                               | Blue Jays                                               | S 2–5                                                   | Berríos (4–0)                                           | Vásquez (0–1)                                           | Romano (2)                                              | Petco Park (43 273)                                     | 11–12                                                   |
| 24                                                      | 21.4.2024                                               | Blue Jays                                               | V 6–3                                                   | Musgrove (3–2)                                          | Bassitt (2–3)                                           | Suárez (7)                                              | Petco Park (44 527)                                     | 12–12                                                   |
| 25                                                      | 22.4.2024                                               | @ Rockies                                               | V 3–1                                                   | Cease (3–1)                                             | Mears (0–2)                                             | Suárez (8)                                              | Coors Field (18 515)                                    | 13–12                                                   |
| 26                                                      | 23.4.2024                                               | @ Rockies                                               | S 4–7                                                   | Beeks (2–1)                                             | King (2–2)                                              | Lawrence (1)                                            | Coors Field (18 822)                                    | 13–13                                                   |
| 27                                                      | 24.4.2024                                               | @ Rockies                                               | V 5–2                                                   | Waldron (1–2)                                           | Blach (0–1)                                             | Suárez (9)                                              | Coors Field (19 356)                                    | 14–13                                                   |
| 28                                                      | 25.4.2024                                               | @ Rockies                                               | S 9–10                                                  | Kinley (1–0)                                            | Peralta (1–1)                                           | Lawrence (2)                                            | Coors Field (27 705)                                    | 14–14                                                   |
| 29                                                      | 26.4.2024                                               | Phillies                                                | S 3–9                                                   | Nola (4–1)                                              | Musgrove (3–3)                                          | —                                                       | Petco Park (40 763)                                     | 14–15                                                   |
| 30                                                      | 27.4.2024                                               | Phillies                                                | S 1–5                                                   | Walker (1–0)                                            | Cease (3–2)                                             | —                                                       | Petco Park (43 018)                                     | 14–16                                                   |
| 31                                                      | 28.4.2024                                               | Phillies                                                | S 6–8                                                   | Suárez (5–0)                                            | King (2–3)                                              | Alvarado (5)                                            | Petco Park (42 037)                                     | 14–17                                                   |
| 32                                                      | 29.4.2024                                               | Reds                                                    | S 2–5                                                   | Lodolo (3–0)                                            | Waldron (1–3)                                           | —                                                       | Petco Park (39 158)                                     | 14–18                                                   |
| 33                                                      | 30.4.2024                                               | Reds                                                    | V 6–4                                                   | Darvish (1–1)                                           | Martinez (0–2)                                          | Suárez (10)                                             | Petco Park (36 769)                                     | 15–18                                                   |

#### Maggio
| Stagione – Maggio 2024                            | Stagione – Maggio 2024                            | Stagione – Maggio 2024                            | Stagione – Maggio 2024                            | Stagione – Maggio 2024                            | Stagione – Maggio 2024                            | Stagione – Maggio 2024                            | Stagione – Maggio 2024                            | Stagione – Maggio 2024                            |
| Record Maggio: 15–12 (Casa: 6–7; Trasferta: 10–4) | Record Maggio: 15–12 (Casa: 6–7; Trasferta: 10–4) | Record Maggio: 15–12 (Casa: 6–7; Trasferta: 10–4) | Record Maggio: 15–12 (Casa: 6–7; Trasferta: 10–4) | Record Maggio: 15–12 (Casa: 6–7; Trasferta: 10–4) | Record Maggio: 15–12 (Casa: 6–7; Trasferta: 10–4) | Record Maggio: 15–12 (Casa: 6–7; Trasferta: 10–4) | Record Maggio: 15–12 (Casa: 6–7; Trasferta: 10–4) | Record Maggio: 15–12 (Casa: 6–7; Trasferta: 10–4) |
| Partita                                           | Data                                              | Avversario                                        | Punteggio                                         | Vittoria                                          | Sconfitta                                         | Save                                              | Stadio (spettatori)                               | Record                                            |
| ------------------------------------------------- | ------------------------------------------------- | ------------------------------------------------- | ------------------------------------------------- | ------------------------------------------------- | ------------------------------------------------- | ------------------------------------------------- | ------------------------------------------------- | ------------------------------------------------- |
| 34                                                | 1.5.2024                                          | Reds                                              | V 6–2                                             | De Los Santos (1–1)                               | Cruz (1–2)                                        | —                                                 | Petco Park (32 993)                               | 16–18                                             |
| 35                                                | 3.5.2024                                          | @ D'Backs                                         | V 7–1                                             | Cease (4–2)                                       | Cecconi (1–2)                                     | —                                                 | Chase Field (31 976)                              | 17–18                                             |
| 36                                                | 4.5.2024                                          | @ D'Backs                                         | V 13–1                                            | King (3–3)                                        | Pfaadt (1–2)                                      | —                                                 | Chase Field (39 661)                              | 18–18                                             |
| 37                                                | 5.5.2024                                          | @ D'Backs                                         | V 4–11                                            | Nelson (2–2)                                      | Waldron (1–4)                                     | —                                                 | Chase Field (30 968)                              | 18–19                                             |
| 38                                                | 6.5.2024                                          | @ Cubs                                            | V 6–3                                             | Darvish (2–1)                                     | Lovelady (0–1)                                    | Suárez (11)                                       | Wrigley Field (35 560)                            | 19–19                                             |
| 39                                                | 7.5.2024                                          | @ Cubs                                            | S 2–3                                             | Neris (2–0)                                       | De Los Santos (1–2)                               | —                                                 | Wrigley Field (38 133)                            | 19–20                                             |
| 40                                                | 8.5.2024                                          | @ Cubs                                            | V 3–0                                             | Cease (5–2)                                       | Wesneski (2–1)                                    | Suárez (12)                                       | Wrigley Field (30 138)                            | 20–20                                             |
| 41                                                | 10.5.2024                                         | Dodgers                                           | V 2–1                                             | Suárez (2–0)                                      | Grove (1–2)                                       | —                                                 | Petco Park (43 388)                               | 21–20                                             |
| 42                                                | 11.5.2024                                         | Dodgers                                           | S 0–5                                             | Paxton (5–0)                                      | Waldron (1–5)                                     | —                                                 | Petco Park (46 701)                               | 21–21                                             |
| 43                                                | 12.5.2024                                         | Dodgers                                           | V 4–0                                             | Darvish (3–1)                                     | Buehler (0–1)                                     | —                                                 | Petco Park (43 881)                               | 22–21                                             |
| 44                                                | 13.5.2024                                         | Rockies                                           | S 4–5                                             | Hudson (1–6)                                      | Vásquez (0–2)                                     | Beeks (4)                                         | Petco Park (34 458)                               | 22–22                                             |
| 45                                                | 14.5.2024                                         | Rockies                                           | S 3–6                                             | Quantrill (3–3)                                   | Cease (5–3)                                       | Kinley (1)                                        | Petco Park (40 134)                               | 22–23                                             |
| 46                                                | 15.5.2024                                         | Rockies                                           | S 0–8                                             | Gomber (1–2)                                      | King (3–4)                                        | —                                                 | Petco Park (33 951)                               | 22–24                                             |
| 47                                                | 17.5.2024                                         | @ Braves                                          | V 3–1                                             | Waldron (2–5)                                     | Fried (3–2)                                       | Estrada (1)                                       | Truist Park (40 186)                              | 23–24                                             |
| –                                                 | 18.5.2024                                         | @ Braves                                          | Rinviata al 20.05.2024 per pioggia.               | Rinviata al 20.05.2024 per pioggia.               | Rinviata al 20.05.2024 per pioggia.               | Rinviata al 20.05.2024 per pioggia.               | Rinviata al 20.05.2024 per pioggia.               | Rinviata al 20.05.2024 per pioggia.               |
| 48                                                | 19.5.2024                                         | @ Braves                                          | V 9–1                                             | Darvis (4–1)                                      | Elder (1–2)                                       | —                                                 | Truist Park (39 203)                              | 24–24                                             |
| 49                                                | 20.5.2024 (1)                                     | @ Braves                                          | V 6–5                                             | Brito (1–2)                                       | Jiménez (1–1)                                     | Suárez (13)                                       | Truist Park (35 113)                              | 25–24                                             |
| 50                                                | 20.5.2024 (2)                                     | @ Braves                                          | S 0–3                                             | Sale (7–1)                                        | Vásquez (0–3)                                     | Iglesias (11)                                     | Truist Park (34 753)                              | 25–25                                             |
| 51                                                | 21.5.2024                                         | @ Reds                                            | S 0–2                                             | Abbott (3–4)                                      | Musgrove (3–4)                                    | Díaz (8)                                          | Great American Ball Park (18 996)                 | 25–26                                             |
| 52                                                | 22.5.2024                                         | @ Reds                                            | V 7–3                                             | King (4–4)                                        | Martinez (1–3)                                    | —                                                 | Great American Ball Park (14 255)                 | 26–26                                             |
| 53                                                | 23.5.2024                                         | @ Reds                                            | V 6–4                                             | Estrada (1–0)                                     | Moll (0–1)                                        | Suárez (14)                                       | Great American Ball Park (16 479)                 | 27–26                                             |
| 54                                                | 24.5.2024                                         | Yankees                                           | S 0–8                                             | Rodón (6–2)                                       | Darvish (4–2)                                     | —                                                 | Petco Park (43 505)                               | 27–27                                             |
| 55                                                | 25.5.2024                                         | Yankees                                           | S 1–4                                             | Stroman (4–2)                                     | Cease (5–4)                                       | Holmes (15)                                       | Petco Park (44 845)                               | 27–28                                             |
| 56                                                | 26.5.2024                                         | Yankees                                           | V 5–2                                             | Estrada (2–0)                                     | Schmidt (5–3)                                     | Suárez (15)                                       | Petco Park (45 731)                               | 28–28                                             |
| 57                                                | 27.5.2024                                         | Marlins                                           | V 2–1                                             | Morejón (1–0)                                     | Puk (0–6)                                         | Suárez (16)                                       | Petco Park (38 745)                               | 29–28                                             |
| 58                                                | 28.5.2024                                         | Marlins                                           | V 4–0                                             | Waldron (3–5)                                     | Luzardo (2–4)                                     | —                                                 | Petco Park (41 032)                               | 30–28                                             |
| 59                                                | 28.5.2024                                         | Marlins                                           | S 1–9                                             | Garrett (2–0)                                     | Darvish (4–3)                                     | —                                                 | Petco Park (32 227)                               | 30–29                                             |
| 60                                                | 31.5.2024                                         | @ Royals                                          | V 11–8                                            | Matsui (3–0)                                      | Schreiber (3–1)                                   | Suárez (17)                                       | Kauffman Stadium (30 006)                         | 31–29                                             |

#### Giugno
| Stagione – Giugno 2024                             | Stagione – Giugno 2024                             | Stagione – Giugno 2024                             | Stagione – Giugno 2024                             | Stagione – Giugno 2024                             | Stagione – Giugno 2024                             | Stagione – Giugno 2024                             | Stagione – Giugno 2024                             | Stagione – Giugno 2024                             |
| Record Giugno: 15–13 (Casa: 11–3; Trasferta: 4–10) | Record Giugno: 15–13 (Casa: 11–3; Trasferta: 4–10) | Record Giugno: 15–13 (Casa: 11–3; Trasferta: 4–10) | Record Giugno: 15–13 (Casa: 11–3; Trasferta: 4–10) | Record Giugno: 15–13 (Casa: 11–3; Trasferta: 4–10) | Record Giugno: 15–13 (Casa: 11–3; Trasferta: 4–10) | Record Giugno: 15–13 (Casa: 11–3; Trasferta: 4–10) | Record Giugno: 15–13 (Casa: 11–3; Trasferta: 4–10) | Record Giugno: 15–13 (Casa: 11–3; Trasferta: 4–10) |
| Partita                                            | Data                                               | Avversario                                         | Punteggio                                          | Vittoria                                           | Sconfitta                                          | Save                                               | Stadio (spettatori)                                | Record                                             |
| -------------------------------------------------- | -------------------------------------------------- | -------------------------------------------------- | -------------------------------------------------- | -------------------------------------------------- | -------------------------------------------------- | -------------------------------------------------- | -------------------------------------------------- | -------------------------------------------------- |
| 61                                                 | 1.6.2024                                           | @ Royals                                           | V 7–3                                              | Vásquez (1–3)                                      | Marsh (4–3)                                        | —                                                  | Kauffman Stadium (25 266)                          | 32–29                                              |
| 62                                                 | 2.6.2024                                           | @ Royals                                           | S 3–4                                              | Klein (1–0)                                        | Matsui (3–1)                                       | —                                                  | Kauffman Stadium (21 825)                          | 32–30                                              |
| 63                                                 | 3.6.2024                                           | @ Angels                                           | S 1–2                                              | Strickland (2–1)                                   | Morejón (1–1)                                      | Estévez (9)                                        | Angel Stadium of Anaheim (32 683)                  | 32–31                                              |
| 64                                                 | 4.6.2024                                           | @ Angels                                           | S 2–4                                              | Moore 2–2)                                         | Matsui (3–2)                                       | Estévez (10)                                       | Angel Stadium of Anaheim (33 947)                  | 32–32                                              |
| 65                                                 | 5.6.2024                                           | @ Angels                                           | S 2–3                                              | Soriano (3–5)                                      | Cease (5–5)                                        | Moore (1)                                          | Angel Stadium of Anaheim (31 960)                  | 32–33                                              |
| 66                                                 | 6.6.2024                                           | D'Backs                                            | S 3–4                                              | Ginkel (5–1)                                       | Estrada (2–1)                                      | Sewald (7)                                         | Petco Park (39 963)                                | 32–34                                              |
| 67                                                 | 7.6.2024                                           | D'Backs                                            | V 10–3                                             | King (5–4)                                         | Pfaadt (2–5)                                       | —                                                  | Petco Park (40 341)                                | 33–34                                              |
| 68                                                 | 8.6.2024                                           | D'Backs                                            | V 13–1                                             | Waldron (4–5)                                      | Nelson (3–5)                                       | —                                                  | Petco Park (42 636)                                | 34–34                                              |
| 69                                                 | 9.6.2024                                           | D'Backs                                            | S 3–9                                              | Henry (2–2)                                        | Mazur (0–1)                                        | —                                                  | Petco Park (41 979)                                | 34–35                                              |
| 70                                                 | 10.6.2024                                          | Athletics                                          | V 6–1                                              | Cease (6–5)                                        | Estes (2–2)                                        | —                                                  | Petco Park (38 822)                                | 35–35                                              |
| 71                                                 | 11.6.2024                                          | Athletics                                          | V 4–3                                              | Suárez (3–0)                                       | Alexander (0–1)                                    | —                                                  | Petco Park (41 945)                                | 36–35                                              |
| 72                                                 | 12.6.2024                                          | Athletics                                          | V 5–4                                              | Suárez (4–0)                                       | Miller (1–1)                                       | —                                                  | Petco Park (35 688)                                | 37–35                                              |
| 73                                                 | 14.6.2024                                          | @ Mets                                             | S 1–2                                              | Manaea (4–3)                                       | Waldron (4–6)                                      | Díaz (6)                                           | Citi Field (22 850)                                | 37–36                                              |
| 74                                                 | 15.6.2024                                          | @ Mets                                             | S 1–5                                              | Quintana (2–5)                                     | Mazur (0–2)                                        | —                                                  | Citi Field (37 031)                                | 37–37                                              |
| 75                                                 | 16.6.2024                                          | @ Mets                                             | S 6–11                                             | Megill (2–3)                                       | Cease (6–6)                                        | —                                                  | Citi Field (31 454)                                | 37–38                                              |
| 76                                                 | 17.6.2024                                          | @ Phillies                                         | S 2–9                                              | Sánchez (4–3)                                      | Vásquez (1–4)                                      | —                                                  | Citizens Bank Park (43 134)                        | 37–39                                              |
| 77                                                 | 18.6.2024                                          | @ Phillies                                         | S 3–4                                              | Hoffman (3–0)                                      | Suárez (4–1)                                       | —                                                  | Citizens Bank Park (43 021)                        | 37–40                                              |
| 78                                                 | 19.6.2024                                          | @ Phillies                                         | V 5–2                                              | Waldron (5–6)                                      | Kerkering (2–1)                                    | Suárez (18)                                        | Citizens Bank Park (44 445)                        | 38–40                                              |
| 79                                                 | 20.6.2024                                          | Brewers                                            | V 7–6                                              | Estrada (3–1)                                      | Payamps (1–3)                                      | —                                                  | Petco Park (42 644)                                | 39–40                                              |
| 80                                                 | 21.6.2024                                          | Brewers                                            | V 9–5                                              | Kolek (1–0)                                        | Milner (3–1)                                       | —                                                  | Petco Park (41 282)                                | 40–40                                              |
| 81                                                 | 22.6.2024                                          | Brewers                                            | V 6–4                                              | Vásquez (2–4)                                      | Rodríguez (0–3)                                    | Suárez (19)                                        | Petco Park (39 658)                                | 41–40                                              |
| 82                                                 | 23.6.2024                                          | Brewers                                            | S 2–6                                              | Myers (5–2)                                        | King (5–5)                                         | —                                                  | Petco Park (42 048)                                | 41–41                                              |
| 83                                                 | 24.6.2024                                          | Nationals                                          | V 7–6                                              | Peralta (2–1)                                      | Harvey (2–3)                                       | —                                                  | Petco Park (39 164)                                | 42–41                                              |
| 84                                                 | 25.6.2024                                          | Nationals                                          | V 9–7                                              | Mazur (1–2)                                        | Gore (6–7)                                         | Suárez (20)                                        | Petco Park (40 825)                                | 43–41                                              |
| 85                                                 | 26.6.2024                                          | Nationals                                          | V 8–5                                              | Cease (7–6)                                        | Herz (1–2)                                         | —                                                  | Petco Park (37 397)                                | 44–41                                              |
| 86                                                 | 28.6.2024                                          | @ Red Sox                                          | V 9–2                                              | Kolek (2–0)                                        | Pivetta (4–5)                                      | —                                                  | Fenway Park (33 540)                               | 45–41                                              |
| 87                                                 | 29.6.2024                                          | @ Red Sox                                          | V 11–1                                             | King (6–5)                                         | Houck (7–6)                                        | —                                                  | Fenway Park (33 003)                               | 46–41                                              |
| 88                                                 | 30.6.2024                                          | @ Red Sox                                          | S 1–4                                              | Winckowski (2–1)                                   | Waldron (5–7)                                      | Jansen (16)                                        | Fenway Park (30 665)                               | 46–42                                              |

#### Luglio
| Stagione – Luglio 2024                          | Stagione – Luglio 2024                          | Stagione – Luglio 2024                          | Stagione – Luglio 2024                          | Stagione – Luglio 2024                          | Stagione – Luglio 2024                          | Stagione – Luglio 2024                          | Stagione – Luglio 2024                          | Stagione – Luglio 2024                          |
| Record Luglio: 13–9 (Casa: 4–6; Trasferta: 9–3) | Record Luglio: 13–9 (Casa: 4–6; Trasferta: 9–3) | Record Luglio: 13–9 (Casa: 4–6; Trasferta: 9–3) | Record Luglio: 13–9 (Casa: 4–6; Trasferta: 9–3) | Record Luglio: 13–9 (Casa: 4–6; Trasferta: 9–3) | Record Luglio: 13–9 (Casa: 4–6; Trasferta: 9–3) | Record Luglio: 13–9 (Casa: 4–6; Trasferta: 9–3) | Record Luglio: 13–9 (Casa: 4–6; Trasferta: 9–3) | Record Luglio: 13–9 (Casa: 4–6; Trasferta: 9–3) |
| Partita                                         | Data                                            | Avversario                                      | Punteggio                                       | Vittoria                                        | Sconfitta                                       | Save                                            | Stadio (spettatori)                             | Record                                          |
| ----------------------------------------------- | ----------------------------------------------- | ----------------------------------------------- | ----------------------------------------------- | ----------------------------------------------- | ----------------------------------------------- | ----------------------------------------------- | ----------------------------------------------- | ----------------------------------------------- |
| 89                                              | 2.7.2024                                        | @ Rangers                                       | S 0–7                                           | Eovaldi (5–3)                                   | Cease (7–7)                                     | —                                               | Globe Life Field (33 965)                       | 46–43                                           |
| 90                                              | 3.7.2024                                        | @ Rangers                                       | V 6–4                                           | Morejón (2–1)                                   | Dunning (4–7)                                   | Suárez (21)                                     | Globe Life Field (37 859)                       | 47–43                                           |
| 91                                              | 4.7.2024                                        | @ Rangers                                       | V 3–1                                           | King (7–5)                                      | Scherzer (1–2)                                  | Suárez (22)                                     | Globe Life Field (38 607)                       | 48–43                                           |
| 92                                              | 5.7.2024                                        | D'Backs                                         | V 10–8                                          | Kolek (3–0)                                     | Sewald (0–2)                                    | —                                               | Petco Park (47 171)                             | 49–43                                           |
| 93                                              | 6.7.2024                                        | D'Backs                                         | S 5–7                                           | Thompson (4–3)                                  | Peralta (2–2)                                   | Castellanos (1)                                 | Petco Park (44 761)                             | 49–44                                           |
| 94                                              | 7.7.2024                                        | D'Backs                                         | S 1–9                                           | Nelson (1–9)                                    | Cease (7–8)                                     | —                                               | Petco Park (41 112)                             | 49–45                                           |
| 95                                              | 9.7.2024                                        | Mariners                                        | S 3–8                                           | Gilbert (6–5)                                   | Mazur (1–3)                                     | —                                               | Petco Park (43 123)                             | 49–46                                           |
| 96                                              | 10.7.2024                                       | Mariners                                        | S 0–2                                           | Miller (7–7)                                    | King (7–6)                                      | Muñoz (15)                                      | Petco Park (39 611)                             | 49–47                                           |
| 97                                              | 12.7.2024                                       | Braves                                          | S 1–6                                           | Schwellenbach (3–4)                             | Waldron (5–8)                                   | —                                               | Petco Park (44 390)                             | 49–48                                           |
| 98                                              | 13.7.2024                                       | Braves                                          | V 4–0                                           | Cease (8–8)                                     | López (7–3)                                     | —                                               | Petco Park (43 097)                             | 50–48                                           |
| 99                                              | 14.7.2024                                       | Braves                                          | S 3–6                                           | Sale (13–3)                                     | Vásquez (2–5)                                   | Iglesias (22)                                   | Petco Park (42 132)                             | 50–49                                           |
| All Star Game Break                             |                                                 |                                                 |                                                 |                                                 |                                                 |                                                 |                                                 |                                                 |
| 100                                             | 19.7.2024                                       | @ Guardians                                     | S 0–7                                           | Bibee (8–4)                                     | Waldron (5–9)                                   | —                                               | Progressive Field (37 242)                      | 50–50                                           |
| 101                                             | 20.7.2024                                       | @ Guardians                                     | V 7–0                                           | Cease (9–8)                                     | Williams (0–2)                                  | —                                               | Progressive Field (37 485)                      | 51–50                                           |
| 102                                             | 21.7.2024                                       | @ Guardians                                     | V 2–1                                           | King (8–6)                                      | Lively (8–6)                                    | Suárez (23)                                     | Progressive Field (30 491)                      | 52–50                                           |
| 103                                             | 23.7.2024                                       | @ Nationals                                     | V 4–0                                           | Vásquez (3–5)                                   | Herz (1–4)                                      | —                                               | Nationals Park (20 749)                         | 53–50                                           |
| 104                                             | 24.7.2024                                       | @ Nationals                                     | V 12–3                                          | Waldron (6–9)                                   | Parker (5–6)                                    | —                                               | Nationals Park (23 323)                         | 54–50                                           |
| 105                                             | 25.7.2024                                       | @ Nationals                                     | V 3–0                                           | Cease (10–8)                                    | Corbin (2–10)                                   | —                                               | Nationals Park (20 755)                         | 55–50                                           |
| 106                                             | 26.7.2024                                       | @ Orioles                                       | V 6–4                                           | Suárez (5–1)                                    | Kimbrel (6–3)                                   | —                                               | Oriole Park at Camden Yards (43 692)            | 56–50                                           |
| 107                                             | 27.7.2024                                       | @ Orioles                                       | V 9–4                                           | King (9–6)                                      | Kremer (4–7)                                    | —                                               | Oriole Park at Camden Yards (30 008)            | 57–50                                           |
| 108                                             | 28.7.2024                                       | @ Orioles                                       | S 6–8                                           | Pérez (2–0)                                     | Vásquez (3–6)                                   | Canó (4)                                        | Oriole Park at Camden Yards (38 411)            | 57–51                                           |
| 109                                             | 30.7.2024                                       | Dodgers                                         | V 6–5                                           | Suárez (6–1)                                    | Vesia (1–3)                                     | —                                               | Petco Park (47 559)                             | 58–51                                           |
| 110                                             | 31.7.2024                                       | Dodgers                                         | V 8–1                                           | Cease (11–8)                                    | Kershaw (0–1)                                   | —                                               | Petco Park (46 997)                             | 59–51                                           |

#### Agosto
| Stagione – Agosto 2024                           | Stagione – Agosto 2024                           | Stagione – Agosto 2024                           | Stagione – Agosto 2024                           | Stagione – Agosto 2024                           | Stagione – Agosto 2024                           | Stagione – Agosto 2024                           | Stagione – Agosto 2024                           | Stagione – Agosto 2024                           |
| Record Agosto: 18–10 (Casa: 9–4; Trasferta: 9–6) | Record Agosto: 18–10 (Casa: 9–4; Trasferta: 9–6) | Record Agosto: 18–10 (Casa: 9–4; Trasferta: 9–6) | Record Agosto: 18–10 (Casa: 9–4; Trasferta: 9–6) | Record Agosto: 18–10 (Casa: 9–4; Trasferta: 9–6) | Record Agosto: 18–10 (Casa: 9–4; Trasferta: 9–6) | Record Agosto: 18–10 (Casa: 9–4; Trasferta: 9–6) | Record Agosto: 18–10 (Casa: 9–4; Trasferta: 9–6) | Record Agosto: 18–10 (Casa: 9–4; Trasferta: 9–6) |
| Partita                                          | Data                                             | Avversario                                       | Punteggio                                        | Vittoria                                         | Sconfitta                                        | Save                                             | Stadio (spettatori)                              | Record                                           |
| ------------------------------------------------ | ------------------------------------------------ | ------------------------------------------------ | ------------------------------------------------ | ------------------------------------------------ | ------------------------------------------------ | ------------------------------------------------ | ------------------------------------------------ | ------------------------------------------------ |
| 111                                              | 2.8.2024                                         | Rockies                                          | S 2–5                                            | Gomber (3–7)                                     | Estrada (3–2)                                    | Vodnik (5)                                       | Petco Park (44 393)                              | 59–52                                            |
| 112                                              | 3.8.2024                                         | Rockies                                          | V 3–2                                            | Adam (5–2)                                       | Lambert (2–5)                                    | Suárez (24)                                      | Petco Park (44 029)                              | 60–52                                            |
| 113                                              | 4.8.2024                                         | Rockies                                          | V 10–2                                           | Waldron (7–9)                                    | Quantrill (7–8)                                  | —                                                | Petco Park (41 828)                              | 61–52                                            |
| 114                                              | 6.8.2024                                         | @ Pirates                                        | V 6–0                                            | Hoeing (2–2)                                     | Woodford (0–3)                                   | —                                                | PNC Park (17 814)                                | 62–52                                            |
| 115                                              | 7.8.2024                                         | @ Pirates                                        | V 9–8                                            | Scott (7–5)                                      | Holderman (3–5)                                  | Morejón (1)                                      | PNC Park (21 528)                                | 63–52                                            |
| 116                                              | 8.8.2024                                         | @ Pirates                                        | V 7–6                                            | Adam (6–2)                                       | Bednar (3–4)                                     | Suárez (25)                                      | PNC Park (19 952)                                | 64–52                                            |
| 117                                              | 9.8.2024                                         | @ Marlins                                        | V 6–2                                            | Adam (7–2)                                       | de Geus (0–1)                                    | —                                                | loanDepot Park (12 721)                          | 65–52                                            |
| 118                                              | 10.8.2024                                        | @ Marlins                                        | V 9–8                                            | Suárez (7–1)                                     | McMillon (0–1)                                   | Scott (19)                                       | loanDepot Park (20 223)                          | 66–52                                            |
| 119                                              | 11.8.2024                                        | @ Marlins                                        | S 6–7                                            | Meyer (3–2)                                      | Dylan Cease (11–9)                               | Soriano (1)                                      | loanDepot Park (15 699)                          | 66–53                                            |
| 120                                              | 12.8.2024                                        | Pirates                                          | V 2–1                                            | Estrada (4–2)                                    | Woodford (0–4)                                   | Suárez (26)                                      | Petco Park (45 393)                              | 67–53                                            |
| 121                                              | 13.8.2024                                        | Pirates                                          | V 3–0                                            | King (10–6)                                      | Ortiz (5–3)                                      | Suárez (27)                                      | Petco Park (42 949)                              | 68–53                                            |
| 122                                              | 14.8.2024                                        | Pirates                                          | V 8–2                                            | Pérez (3–5)                                      | Keller (10–7)                                    | —                                                | Petco Park (39 770)                              | 69–53                                            |
| 123                                              | 16.8.2024                                        | @ Rockies                                        | S 3–7                                            | Quantrill (8–8)                                  | Waldron (7–10)                                   | —                                                | Coors Field (33 054)                             | 69–54                                            |
| 124                                              | 17.8.2024                                        | @ Rockies                                        | V 8–3                                            | Cease (12–9)                                     | Freeland (3–5)                                   | —                                                | Coors Field (47 483)                             | 70–54                                            |
| 125                                              | 18.8.2024                                        | @ Rockies                                        | S 2–3                                            | Chivilli (1–1)                                   | Hoeing (2–3)                                     | Vodnik (9)                                       | Coors Field (26 027)                             | 70–55                                            |
| 126                                              | 19.8.2024                                        | Twins                                            | V 5–3                                            | King (11–6)                                      | Matthews (1–1)                                   | Suárez (28)                                      | Petco Park (40 220)                              | 71–55                                            |
| 127                                              | 20.8.2024                                        | Twins                                            | V 7–5                                            | Scott (8–5)                                      | Okert (3–2)                                      | Suárez (29)                                      | Petco Park (39 143)                              | 72–55                                            |
| 128                                              | 21.8.2024                                        | Twins                                            | S 4–11                                           | Woods Richardson (5–3)                           | Waldron (7–11)                                   | —                                                | Petco Park (36 589)                              | 72–56                                            |
| 129                                              | 22.8.2024                                        | Mets                                             | S 3–8                                            | Severino (9–6)                                   | Cease (12–10)                                    | —                                                | Petco Park (41 673)                              | 72–57                                            |
| 130                                              | 23.8.2024                                        | Mets                                             | V 7–0                                            | Musgrove (4–4)                                   | Blackburn (5–4)                                  | —                                                | Petco Park (40 556)                              | 73–57                                            |
| 131                                              | 24.8.2024                                        | Mets                                             | S 1–7                                            | Peterson (8–1)                                   | King (11–7)                                      | —                                                | Petco Park (42 284)                              | 73–58                                            |
| 132                                              | 25.8.2024                                        | Mets                                             | V 3–2                                            | Suárez (8–1)                                     | Díaz (5–2)                                       | —                                                | Petco Park (41 870)                              | 74–58                                            |
| 133                                              | 26.8.2024                                        | @ Cardinals                                      | V 7–4                                            | Vásquez (4–6)                                    | Gibson (7–6)                                     | —                                                | Busch Stadium (28 697)                           | 75–58                                            |
| 134                                              | 27.8.2024                                        | @ Cardinals                                      | V 7–5                                            | Matsui (4–2)                                     | King (3–3)                                       | Scott (20)                                       | Busch Stadium (27 224)                           | 76–58                                            |
| 135                                              | 28.8.2024                                        | @ Cardinals                                      | S 3–4                                            | Helsley (6–4)                                    | Suárez (8–2)                                     | —                                                | Busch Stadium (30 999)                           | 76–59                                            |
| 136                                              | 29.8.2024                                        | @ Cardinals                                      | S 1–4                                            | Gray (12–9)                                      | King (11–8)                                      | Helsley (41)                                     | Busch Stadium (26 553)                           | 76–60                                            |
| 137                                              | 30.8.2024                                        | @ Rays                                           | V 13–5                                           | Pérez (4–5)                                      | Bradley (6–9)                                    | —                                                | Tropicana Field (17 547)                         | 77–60                                            |
| 138                                              | 31.8.2024                                        | @ Rays                                           | S 4–11                                           | Baz (2–2)                                        | Vásquez (4–7)                                    | —                                                | Tropicana Field (16 600)                         | 77–61                                            |

#### Settembre
| Stagione – Settembre 2024                          | Stagione – Settembre 2024                          | Stagione – Settembre 2024                          | Stagione – Settembre 2024                          | Stagione – Settembre 2024                          | Stagione – Settembre 2024                          | Stagione – Settembre 2024                          | Stagione – Settembre 2024                          | Stagione – Settembre 2024                          |
| Record Settembre: 16–8 (Casa: 9–4; Trasferta: 7–4) | Record Settembre: 16–8 (Casa: 9–4; Trasferta: 7–4) | Record Settembre: 16–8 (Casa: 9–4; Trasferta: 7–4) | Record Settembre: 16–8 (Casa: 9–4; Trasferta: 7–4) | Record Settembre: 16–8 (Casa: 9–4; Trasferta: 7–4) | Record Settembre: 16–8 (Casa: 9–4; Trasferta: 7–4) | Record Settembre: 16–8 (Casa: 9–4; Trasferta: 7–4) | Record Settembre: 16–8 (Casa: 9–4; Trasferta: 7–4) | Record Settembre: 16–8 (Casa: 9–4; Trasferta: 7–4) |
| Partita                                            | Data                                               | Avversario                                         | Punteggio                                          | Vittoria                                           | Sconfitta                                          | Save                                               | Stadio (spettatori)                                | Record                                             |
| -------------------------------------------------- | -------------------------------------------------- | -------------------------------------------------- | -------------------------------------------------- | -------------------------------------------------- | -------------------------------------------------- | -------------------------------------------------- | -------------------------------------------------- | -------------------------------------------------- |
| 139                                                | 1.9.2024                                           | @ Rays                                             | V 4–3                                              | Scott (9–5)                                        | Rodríguez (3–4)                                    | Suárez (30)                                        | Tropicana Field (17 494)                           | 78–61                                              |
| 140                                                | 2.9.2024                                           | Tigers                                             | V 3–0                                              | Musgrove (5–4)                                     | Hanifee (0–1)                                      | Suárez (31)                                        | Petco Park (44 957)                                | 79–61                                              |
| 141                                                | 4.9.2024                                           | Tigers                                             | V 6–5                                              | Estrada (5–2)                                      | Foley (3–5)                                        | —                                                  | Petco Park (41 669)                                | 80–61                                              |
| 142                                                | 5.9.2024                                           | Tigers                                             | S 3–4                                              | Vanasco (1–0)                                      | Suárez (8–3)                                       | Holton (7)                                         | Petco Park (40 221)                                | 80–62                                              |
| 143                                                | 6.9.2024                                           | Giants                                             | V 5–1                                              | King (12–8)                                        | Black (0–3)                                        | —                                                  | Petco Park (42 595)                                | 81–62                                              |
| 144                                                | 7.9.2024                                           | Giants                                             | S 3–6                                              | Webb (12–9)                                        | Cease (12–11)                                      | Walker (6)                                         | Petco Park (43 318)                                | 81–63                                              |
| 145                                                | 8.9.2024                                           | Giants                                             | S 6–7                                              | Miller (4–5)                                       | Musgrove (5–5)                                     | Walker (7)                                         | Petco Park (42 996)                                | 81–64                                              |
| 146                                                | 10.9.2024                                          | @ Mariners                                         | V 7–3                                              | Darvish (5–3)                                      | Kirby (11–11)                                      | Suárez (32)                                        | T-Mobile Park (25 012)                             | 82–64                                              |
| 147                                                | 11.9.2024                                          | @ Mariners                                         | S 2–5                                              | Woo (8–2)                                          | King (12–9)                                        | Muñoz (20)                                         | T-Mobile Park (21 129)                             | 82–65                                              |
| 148                                                | 13.9.2024                                          | @ Giants                                           | V 5–0                                              | Cease (13–11)                                      | Webb (12–10)                                       | —                                                  | Oracle Park (39 798)                               | 83–65                                              |
| 149                                                | 14.9.2024                                          | @ Giants                                           | V 8–0                                              | Musgrove (6–5)                                     | Black (0–4)                                        | —                                                  | Oracle Park (31 243)                               | 84–65                                              |
| 150                                                | 15.9.2024                                          | @ Giants                                           | V 4–3                                              | Suárez (9–3)                                       | Doval (5–3)                                        | Morejón (2)                                        | Oracle Park (33 043)                               | 85–65                                              |
| 151                                                | 16.9.2024                                          | Astros                                             | V 1–3                                              | Darvish (6–3)                                      | Arrighetti (7–13)                                  | Suárez (33)                                        | Petco Park (44 443)                                | 86–65                                              |
| 152                                                | 17.9.2024                                          | Astros                                             | S 4–3                                              | Hader (8–7)                                        | Morejón (2–2)                                      | Neris (18)                                         | Petco Park (44 553)                                | 86–66                                              |
| 153                                                | 18.9.2024                                          | Astros                                             | V 4–0                                              | Cease (14–11)                                      | Valdez (14–7)                                      | Scott (21)                                         | Petco Park (42 883)                                | 87–66                                              |
| 154                                                | 20.9.2024                                          | White Sox                                          | V 3–2                                              | Morejón (3–2)                                      | Anderson (1–2)                                     | —                                                  | Petco Park (45 790)                                | 88–66                                              |
| 155                                                | 21.9.2024                                          | White Sox                                          | V 6–2                                              | Pérez (5–5)                                        | Flexen (2–15)                                      | Scott (22)                                         | Petco Park (45 360)                                | 89–66                                              |
| 156                                                | 22.9.2024                                          | White Sox                                          | V 4–2                                              | Estrada (6–2)                                      | Ellard (2–3)                                       | Suárez (34)                                        | Petco Park (45 197)                                | 90–66                                              |
| 157                                                | 24.9.2024                                          | @ Dodgers                                          | V 4–2                                              | King (13–9)                                        | Knack (3–5)                                        | Suárez (35)                                        | Dodger Stadium (50 369)                            | 91–66                                              |
| 158                                                | 25.9.2024                                          | @ Dodgers                                          | S 3–4                                              | Vesia (5–4)                                        | Estrada (6–3)                                      | Kopech (15)                                        | Dodger Stadium (52 310)                            | 91–67                                              |
| 159                                                | 26.9.2024                                          | @ Dodgers                                          | S 2–7                                              | Banda (3–2)                                        | Scott (9–6)                                        | —                                                  | Dodger Stadium (52 433)                            | 91–68                                              |
| 160                                                | 27.9.2024                                          | @ D'Backs                                          | V 5–3                                              | Darvish (7–3)                                      | Kelly (5–1)                                        | Suárez (36)                                        | Chase Field (43 310)                               | 92–68                                              |
| 161                                                | 28.9.2024                                          | @ D'Backs                                          | V 5–0                                              | Peralta (3–2)                                      | Puk (4–9)                                          | —                                                  | Chase Field (42 915)                               | 93–68                                              |
| 162                                                | 29.9.2024                                          | @ D'Backs                                          | S 2–11                                             | Pfaadt (11–10)                                     | Pérez (5–6)                                        | Nelson (1)                                         | Chase Field (38 892)                               | 93–69                                              |

Al termine della regular season i Padres si sono classificati secondi nella classifica della National League West. Tuttavia hanno ottenuto l'acceso ai playoffs grazie al primo posto nella graduatoria della Wild Card.

### Postseason

#### National League Wild Card Series
È stata la seconda volta che i San Diego Padres e gli Atlanta Braves si sono affrontate nella postseason: la prima volta risaliva alle National League Championship Series del 1998, una serie nelle quali hanno prevalso i Padres in sei gare.
| National League Wild Card Series 2024                                    | National League Wild Card Series 2024                                    | National League Wild Card Series 2024                                    | National League Wild Card Series 2024                                    | National League Wild Card Series 2024                                    | National League Wild Card Series 2024                                    | National League Wild Card Series 2024                                    | National League Wild Card Series 2024                                    | National League Wild Card Series 2024                                    |
| Record National League Wild Card Series: 2–0 (Casa: 2–0; Trasferta: 0–0) | Record National League Wild Card Series: 2–0 (Casa: 2–0; Trasferta: 0–0) | Record National League Wild Card Series: 2–0 (Casa: 2–0; Trasferta: 0–0) | Record National League Wild Card Series: 2–0 (Casa: 2–0; Trasferta: 0–0) | Record National League Wild Card Series: 2–0 (Casa: 2–0; Trasferta: 0–0) | Record National League Wild Card Series: 2–0 (Casa: 2–0; Trasferta: 0–0) | Record National League Wild Card Series: 2–0 (Casa: 2–0; Trasferta: 0–0) | Record National League Wild Card Series: 2–0 (Casa: 2–0; Trasferta: 0–0) | Record National League Wild Card Series: 2–0 (Casa: 2–0; Trasferta: 0–0) |
| Partita                                                                  | Data                                                                     | Avversario                                                               | Punteggio                                                                | Vittoria                                                                 | Sconfitta                                                                | Save                                                                     | Stadio (spettatori)                                                      | Record                                                                   |
| ------------------------------------------------------------------------ | ------------------------------------------------------------------------ | ------------------------------------------------------------------------ | ------------------------------------------------------------------------ | ------------------------------------------------------------------------ | ------------------------------------------------------------------------ | ------------------------------------------------------------------------ | ------------------------------------------------------------------------ | ------------------------------------------------------------------------ |
| 1                                                                        | 1.10.2024                                                                | Braves                                                                   | V 4–0                                                                    | King (1–0)                                                               | Smith-Shawver (0–1)                                                      | —                                                                        | Petco Park (47 647)                                                      | 1–0                                                                      |
| 2                                                                        | 2.10.2024                                                                | Braves                                                                   | V 5–4                                                                    | Hoeing (1–0)                                                             | Fried (0–1)                                                              | Suárez (1)                                                               | Petco Park (47 705)                                                      | 2–0                                                                      |

Con la vittoria della serie per 2-0, i Padres si sono qualificati alle National League Division Series.

##### Gara 1
| Squadra |   | 1 | 2 | 3 | 4 | 5 | 6 | 7 | 8 | 9 |   | R | H | E |
| --- | - | - | - | - | - | - | - | - | - | - | - | - | - | - |
| Atlanta | 0 | 0 | 0 | 0 | 0 | 0 | 0 | 0 | 0 | 0 | 7 | 0 |   |   |
| San Diego | 2 | 1 | 0 | 0 | 0 | 0 | 0 | 1 | X | 4 | 5 | 0 |   |   |
| WP: Michael King (1–0) - LP: AJ Smith-Shawver (0–1) Home runs: ATL: nessuno SD: Fernando Tatís Jr. (1), Kyle Higashioka (1) Spettatori: 47.647 Referto |   |   |   |   |   |   |   |   |   |   |   |   |   |   |

Nella parte bassa del 1° inning Fernando Tatís Jr. mette a segno subito un fuori campo contro lo starting pitcher dei Braves AJ Smith-Shawver, portando in vantaggio i Padres 2-0. Nella parte bassa del 2° inning, con una volata di sacrificio Kyle Higashioka permette a Jake Cronenworth di tornare a casa e i Padres allungano sul 3-0. La partita procede senza cambi di punteggio (anche grazie ai 12 strikeout dello starter dei Padres, Michael King) fino alla parte bassa dell'8° inning, quando lo stesso Higashioka mette a segno il secondo home run della partita (contro il rilievo dei Braves Luke Jackson), fissando il punteggio definitivamente sul 4-0.

##### Gara 2
| Squadra |   | 1 | 2 | 3 | 4 | 5 | 6 | 7 | 8 | 9 |    | R | H | E |
| --- | - | - | - | - | - | - | - | - | - | - | -- | - | - | - |
| Atlanta | 1 | 0 | 0 | 0 | 1 | 0 | 0 | 2 | 0 | 4 | 6  | 0 |   |   |
| San Diego | 0 | 5 | 0 | 0 | 0 | 0 | 0 | 0 | X | 5 | 10 | 0 |   |   |
| WP: Bryan Hoeing (1–0) - LP: AJ Smith-Shawver (0–1) - SV: Robert Suárez (1) Home runs: ATL: Jorge Soler (1), Michael Harris II (1) SD: Kyle Higashioka (2) Spettatori: 47.705 Referto |   |   |   |   |   |   |   |   |   |   |    |   |   |   |

La partita si accende subito già nella parte alta del 1° inning con i Braves che vanno in vantaggio 0-1 grazie ad una volata di sacrificio di Marcell Ozuna, che porta a casa Michael Harris II. Ma i Padres rispondono con forza nella parte bassa dello stesso 1° inning: prima con un home run di Kyle Higashioka (contro il pitcher dei Braves Max Fried) pareggia i conti sul momentaneo 1-1; poi con Manny Machado, che con il suo doppio porta a casa altri due punti (di Luis Arraez e Fernando Tatís Jr.); quindi con Jackson Merrill, che batte un triplo e fa tornare a casa base Jurickson Profar e Machado fissando il punteggio sul 5-1. Dopo due inning senza punti, i Braves cominciano la loro rimonta per riaprire la serie: nella parte alta del 5° inning Jorge Soler batte un solo home run su Bryan Hoeing, accorciando le distanze sul 5-2. Poi, nella parte alta dell'8° inning i Braves accorciano nuovamente sul 5-4 con un fuoricampo da 2 punti di Harris II che riporta a casa il suo compagno Orlando Arcia (quando sul monte di lancio i Padres hanno Jason Adam). Nell'ultimo e decisivo inning San Diego mette in campo il closer Robert Suárez che porta a casa tre out di fila e consente ai Padres di eliminare i Braves dalle NL Wild Card Series e di passare alle National League Division Series.

#### National League Division Series
È stata la terza volta che i San Diego Padres e i rivali dei Los Angeles Dodgers si sono affrontati nella postseason: la prima volta risale alle National League Division Series 2020 (dove i Dodgers hanno lasciato senza vittorie i Padres), mentre la seconda alle National League Division Series 2023 (con San Diego che a sua volta ha spazzato via i Dodgers con un netto 4-0 nella serie).
| National League Division Series 2024                                    | National League Division Series 2024                                    | National League Division Series 2024                                    | National League Division Series 2024                                    | National League Division Series 2024                                    | National League Division Series 2024                                    | National League Division Series 2024                                    | National League Division Series 2024                                    | National League Division Series 2024                                    |
| Record National League Division Series: 2–2 (Casa: 1–1; Trasferta: 1–1) | Record National League Division Series: 2–2 (Casa: 1–1; Trasferta: 1–1) | Record National League Division Series: 2–2 (Casa: 1–1; Trasferta: 1–1) | Record National League Division Series: 2–2 (Casa: 1–1; Trasferta: 1–1) | Record National League Division Series: 2–2 (Casa: 1–1; Trasferta: 1–1) | Record National League Division Series: 2–2 (Casa: 1–1; Trasferta: 1–1) | Record National League Division Series: 2–2 (Casa: 1–1; Trasferta: 1–1) | Record National League Division Series: 2–2 (Casa: 1–1; Trasferta: 1–1) | Record National League Division Series: 2–2 (Casa: 1–1; Trasferta: 1–1) |
| Partita                                                                 | Data                                                                    | Avversario                                                              | Punteggio                                                               | Vittoria                                                                | Sconfitta                                                               | Save                                                                    | Stadio (spettatori)                                                     | Record                                                                  |
| ----------------------------------------------------------------------- | ----------------------------------------------------------------------- | ----------------------------------------------------------------------- | ----------------------------------------------------------------------- | ----------------------------------------------------------------------- | ----------------------------------------------------------------------- | ----------------------------------------------------------------------- | ----------------------------------------------------------------------- | ----------------------------------------------------------------------- |
| 1                                                                       | 5.10.2024                                                               | @ Dodgers                                                               | S 5–7                                                                   | Brasier (1–0)                                                           | Morejón (0–1)                                                           | Treinen (1)                                                             | Dodger Stadium (53 028)                                                 | 0–1                                                                     |
| 2                                                                       | 6.10.2024                                                               | @ Dodgers                                                               | V 10–2                                                                  | Darvish (1–0)                                                           | Flaherty (0–1)                                                          | —                                                                       | Dodger Stadium (54 119)                                                 | 1–1                                                                     |
| 3                                                                       | 8.10.2024                                                               | Dodgers                                                                 | V 6–5                                                                   | King (2–0)                                                              | Buehler (0–1)                                                           | Suárez (2)                                                              | Petco Park (47 744)                                                     | 2–1                                                                     |
| 4                                                                       | 9.10.2024                                                               | Dodgers                                                                 | S 0–8                                                                   | Phillips (1–0)                                                          | Cease (0–1)                                                             | —                                                                       | Petco Park (47 773)                                                     | 2–2                                                                     |
| 5                                                                       | 11.10.2024                                                              | @ Dodgers                                                               | S 0–2                                                                   | Yamamoto (1–0)                                                          | Darvish (1–1)                                                           | Treinen (2)                                                             | Dodger Stadium (53 183)                                                 | 2–3                                                                     |

Con la sconfitta nella serie per 2-3 contro i Los Angeles Dodgers, i San Diego Padres hanno concluso la loro stagione 2024 uscendo eliminati dalle National League Division Series.

##### Gara 1
| Squadra |   | 1 | 2 | 3 | 4 | 5 | 6 | 7 | 8 | 9 |    | R | H | E |
| --- | - | - | - | - | - | - | - | - | - | - | -- | - | - | - |
| San Diego | 3 | 0 | 2 | 0 | 0 | 0 | 0 | 0 | 0 | 5 | 7  | 1 |   |   |
| Los Angeles | 0 | 3 | 0 | 3 | 1 | 0 | 0 | 0 | X | 7 | 10 | 0 |   |   |
| WP: Ryan Brasier (1–0) - LP: Adrián Morejón (0–1) - SV: Blake Treinen (1) Home runs: LAD: Shōhei Ōtani (1) SD: Manny Machado (1) Spettatori: 53.028 Referto |   |   |   |   |   |   |   |   |   |   |    |   |   |   |

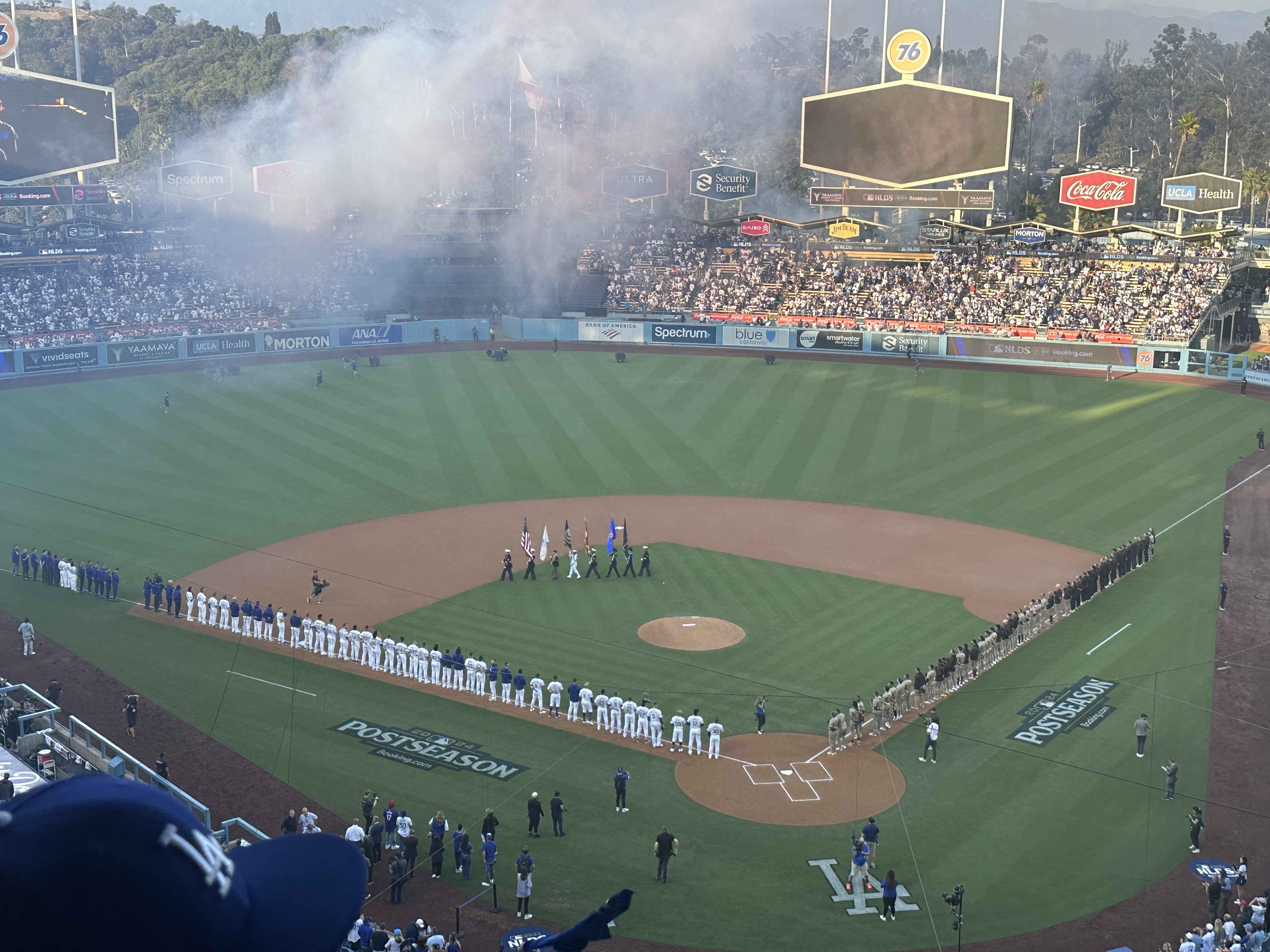
Padres e Dodgers schierati sul diamante del Dodger Stadium di Los Angeles (California) prima dell'inizio di Gara 1 delle NLDS 2024.

Subito i Padres passano in vantaggio nella parte alta del 1° inning: prima Luis Arraez torna a casa base grazie ad una groundout di Jurickson Profar, poi Manny Machado batte un home run sullo starter dei Dodgers, il giapponese Yoshinobu Yamamoto, riportando a casa anche Profar. Ma lo 0-3 momentaneo dei Padres dura appena mezzo inning, perché i Dodgers pareggiano già nella parte bassa della stessa frazione con il primo home run nei playoffs battuto in carriera da Shohei Ohtani che riporta la gara in parità sul 3-3. Nella parte alta del 3° inning Xander Bogaerts riporta San Diego in vantaggio grazie al suo doppio che porta a casa 2 punti di Jackson Merrill e Fernando Tatis Jr. e che fissa il momentaneo punteggio sul 3-5. Ma nella parte bassa del 4° inning il rilievo dei Padres Adrián Morejón lancia un wild pitch consentendo ai Dodgers di accorciare sul 4-5 con la run di Tommy Edman; quindi, nello stesso inning, Teoscar Hernandez batte un singolo che consente ai suoi compagni Ohtani e Mookie Betts di tornare a casa, ribaltando la gara sul 6-5 per Los Angeles (per la prima volta in testa dall'inizio della partita). Nella parte bassa del 5° inning i Dodgers allungano ancora grazie alla battuta di sacrificio di Edman, che con 0 out provoca un double play della difesa dei Padres, ma dalla terza base Will Smith torna a casa fissando il risultato sul finale 7-5. Sul monte di lancio i Dodgers fanno salire il rilievo Blake Treinen, che nella parte alta dell'8° inning si svicola da una difficile situazione con basi piene e due out, per poi chiudere il 9° inning senza subire punti e chiudendo la gara sul punteggio di 7-5. I Dodgers vanno avanti nella serie delle NLDS sull'1-0, vincendo la loro prima partita di playoffs dalla vittoria ottenuta in gara 1 nelle NLDS 2022 (sempre contro i San Diego Padres).

##### Gara 2
| Squadra |   | 1 | 2 | 3 | 4 | 5 | 6 | 7 | 8 | 9  |    | R | H | E |
| --- | - | - | - | - | - | - | - | - | - | -- | -- | - | - | - |
| San Diego | 1 | 2 | 0 | 0 | 0 | 1 | 0 | 3 | 3 | 10 | 13 | 0 |   |   |
| Los Angeles | 0 | 1 | 0 | 0 | 0 | 0 | 0 | 0 | 1 | 2  | 5  | 0 |   |   |
| WP: Yu Darvish (1–0) - LP: Jack Flaherty (0–1) Home runs: LAD: Max Muncy (1) SD: Fernando Tatís Jr. 2 (3), David Peralta (1), Jackson Merrill (1), Xander Bogaerts (1), Kyle Higashioka (3) Spettatori: 54.119 Referto |   |   |   |   |   |   |   |   |   |    |    |   |   |   |

La seconda gara della serie comincia subito con un homer di Fernando Tatis Jr. sullo starter dei Dodgers Jack Flaherty e già nella parte alta del 1° inning i Padres si portano in vantaggio per 0-1. Nella successiva parte bassa del 1° inning Mookie Betts batte una palla che potrebbe subito pareggiare i conti, ma una presa al volo di Jurickson Profar elimina il battitore dei Dodgers e sventa il pareggio di Los Angeles. I Padres allungano nuovamente nella parte alta del 2° inning con David Peralta, che batte un home run da 2 punti e che consente a San Diego di andare avanti sullo 0-3. I Dodgers rispondono nella parte bassa dello stesso inning con una volata di sacrificio di Gavin Lux, che porta a casa base Teoscar Hernandez e accorcia le distanze sull'1-3. Fino alla parte alta del 6° inning le due difese annullano gli attacchi avversari; quindi Jackson Merrill batte un singolo sul rilievo dei Dodgers Anthony Banda, consentendo in tal modo di portare a casa la run di Tatis Jr. e di spostare il punteggio sul momentaneo 1-4. Nella parte alta dell'8° inning le mazze dei Padres continuano a martellare pesantemente Los Angeles, con Merrill che colpisce un lancio di Ryan Brasier e manda la palla fuori campo per un homer da 2 punti (riportando a casa anche Manny Machado), fissando in tal modo il risultato sul momentaneo 1-6. Nella parte bassa del 7° inning, alcuni tifosi dei Dodgers lanciano oggetti in campo sull'OF dei Padres Profar, provocando la sospensione della contesa per 12 minuti. Dopo la ripresa della partita, l'agonia dei pitcher dei Dodgers finisce solo nella parte alta del 9° inning, quando Kyle Higashioka mette a segno l'ennesimo home run della serata (il suo 3° HR in questa postseason) e Tatis Jr. si ripete con un nuovo homer da 2 punti (il suo 2° in questa Gara 2), riportando a casa anche Luis Arraez e fissando il risultato sull'1-10. Nel tentativo di una disperata rimonta, nella parte bassa del 9° inning Max Muncy batte un homer sul rilievo dei Padres Alek Jacob, il quale comunque porta a casa i 3 out (con uno strikeout su Lux) che chiudono la partita sul 2-10 finale e riportano in parità la serie.
- Per la prima volta nella storia della loro franchigia, i San Diego Padres segnano ben 6 HR in una partita di postseason (ci erano già riusciti i Philadelphia Phillies nella postseason 2023 e i Chicago Cubs nel 2015). Tuttavia i Padres sono la prima squadra nella storia della MLB a segnare 6 HR fuori casa in una partita di postseason.[9]
- La partita è stata sospesa durante la parte bassa del 7° inning, quando qualche tifoso dei Dodgers ha lanciato alcuni oggetti dagli spalti, tra cui due palle da baseball e dell'immondizia, contro il LF dei Padres Jurickson Profar, che nella parte bassa del 1° inning aveva eliminato al volo la battuta di Mookie Betts. Profar aveva provocato i tifosi dei Dodgers dopo la sua giocata. La partita è stata quindi sospesa dopo il lancio degli oggetti in campo per circa 12 minuti, mentre Profar si è intrattenuto a discutere con arbitri, compagni di squadra e alcuni addetti alla sicurezza dello stadio, facendo notare che il lancio degli oggetti era rivolto a lui.[10][11][12][13]

##### Gara 3
| Squadra |   | 1 | 2 | 3 | 4 | 5 | 6 | 7 | 8 | 9 |   | R | H | E |
| --- | - | - | - | - | - | - | - | - | - | - | - | - | - | - |
| Los Angeles | 1 | 0 | 4 | 0 | 0 | 0 | 0 | 0 | 0 | 5 | 6 | 1 |   |   |
| San Diego | 0 | 6 | 0 | 0 | 0 | 0 | 0 | 0 | X | 6 | 7 | 0 |   |   |
| WP: Michael King (2–0) - LP: Walker Buehler (0–1) - SV: Robert Suárez (2) Home runs: SD: Fernando Tatís Jr. (3) LAD: Mookie Betts (1), Teoscar Hernández (1) Spettatori: 47.744 Referto |   |   |   |   |   |   |   |   |   |   |   |   |   |   |

A mettere il primo punto di Gara 3 sono i Dodgers, grazie ad un solo home run di Mookie Betts sullo starter dei Padres, Michael King, e Los Angeles si porta avanti per 0-1. Ma già nella parte bassa del 2° inning la risposta dei Padres è veemente: Xander Bogaerts raggiunge salvo la prima base dopo la sua battuta per scelta della difesa dei Dodgers, ma porta a casa Manny Machado; poi David Peralta batte un doppio facendo segnare Jackson Merrill e lo stesso Bogaerts; quindi Kyle Higashioka colpisce una volata di sacrificio molto profonda, consentendo dopo la sua eliminazione la run di Peralta; infine Fernando Tatis Jr. riporta a casa Higashioka e lui stesso con un homer da 2 punti che fissa il punteggio sul 6-1 per San Diego. Al disastroso 2° inning i Dodgers rispondono però immediatamente con l'home run di Teoscar Hernandez a basi piene, che riporta Los Angeles sotto sul punteggio di 6-5 per i Padres. La difesa di San Diego però regge per tutta la partita e il suo closer, Robert Suarez, in sicurezza elimina tutti e i tre i battitori dei Dodgers nel decisivo 9° inning, portando la serie sul 2-1 per la sua squadra.

##### Gara 4
| Squadra |   | 1 | 2 | 3 | 4 | 5 | 6 | 7 | 8 | 9 |    | R | H | E |
| --- | - | - | - | - | - | - | - | - | - | - | -- | - | - | - |
| Los Angeles | 1 | 2 | 2 | 0 | 0 | 0 | 3 | 0 | 0 | 8 | 12 | 0 |   |   |
| San Diego | 0 | 0 | 0 | 0 | 0 | 0 | 0 | 0 | 0 | 0 | 7  | 1 |   |   |
| WP: Evan Phillips (1–0) - LP: Dylan Cease (0–1) Home runs: SD: nessuno LAD: Mookie Betts (2), Will Smith (1), Gavin Lux (1) Spettatori: 47.773 Referto |   |   |   |   |   |   |   |   |   |   |    |   |   |   |

Gara 4 comincia come era cominciata la partita precedente della serie, ovvero con un solo home run di Mookie Betts (questa volta battuto contro lo starter dei Padres Dylan Cease) nella parte alta del 1° inning. Nella parte alta del 2° inning è la mazza di Shohei Ohtani che batte una valida e porta a casa un punto, a cui segue la valida di Betts e i Dodgers sono avanti per 0-2. L'attacco di San Diego rimane silente, mentre i Dodgers aumentano ancora il vantaggio nella parte alta del 3° inning sullo 0-5 momentaneo, con un home run da due punti di Will Smith quando sul monte per i Padres c'è Bryan Hoeing (che nel frattempo ha sostituito Cease sul monte). La partita scorre senza punti fino alla parte alta del 7° inning, quando il bunt di sacrificio di Tommy Edman permette la run di Max Muncy e poi l'homer di Gavin Lux fissa il punteggio sul definitivo 0-8 per Los Angeles. Il bullpen dei losangelini annulla completamente l'attacco dei Padres e la loro vittoria rimanda tutto alla definitiva Gara 5 al Dodger Stadium.

##### Gara 5
| Squadra |   | 1 | 2 | 3 | 4 | 5 | 6 | 7 | 8 | 9 |   | R | H | E |
| --- | - | - | - | - | - | - | - | - | - | - | - | - | - | - |
| San Diego | 0 | 0 | 0 | 0 | 0 | 0 | 0 | 0 | 0 | 0 | 2 | 0 |   |   |
| Los Angeles | 0 | 1 | 0 | 0 | 0 | 0 | 1 | 0 | X | 2 | 4 | 0 |   |   |
| WP: Yoshinobu Yamamoto (1–0) - LP: Yu Darvish (1–1) - SV: Blake Treinen (2) Home runs: SD: nessuno LAD: Enrique Hernandez (1), Teoscar Hernandez (2) Spettatori: 53.183 Referto |   |   |   |   |   |   |   |   |   |   |   |   |   |   |

Nella parte bassa del 2° inning, Enrique Hernandez porta avanti i Dodgers sul momentaneo 1-0 grazie al suo solo home run sullo starter dei Padres Yu Darvish. L'attacco di San Diego non riesce a battere neanche una valida per tutta la gara, mentre Los Angeles allunga sul 2-0 nella parte bassa del 7° inning, con il secondo solo home run della gara di Teoscar Hernandez. Per chiudere la gara, i Dodgers chiamano sul monte di lancio il closer Blake Treinen, che elimina in successione Donovan Solano, Luis Arraez e Fernando Tatis Jr. Gara 5 termina quindi sul risultato di 2-0 per i Dodgers, che in tal modo eliminano i Padres dai playoffs avendo vinto le National League Division Series con il punteggio complessivo di 3-2.
- Per la prima volta nella storia dei playoffs MLB, sul monte di lancio si sono affrontati due starters giapponesi, ovvero Yu Darvish per i Padres e Yoshinobu Yamamoto per i Dodgers.[16]
- Negli ultimi 24 inning della serie, i Dodgers non hanno concesso nemmeno un punto ai Padres.

## Classifiche

### National League West
| Squadra              | Vittorie | Sconfitte | Perc. | GB |
| -------------------- | -------- | --------- | ----- | -- |
| Los Angeles Dodgers  | 98       | 64        | .605  | —  |
| San Diego Padres     | 93       | 69        | .574  | 5  |
| Arizona Diamondbacks | 89       | 73        | .549  | 9  |
| San Francisco Giants | 80       | 82        | .494  | 18 |
| Colorado Rockies     | 61       | 101       | .377  | 37 |

### National League Wild Card
| Division Leaders      | V  | S  | %    |
| --------------------- | -- | -- | ---- |
| Los Angeles Dodgers   | 98 | 64 | .605 |
| Philadelphia Phillies | 95 | 67 | .586 |
| Milwaukee Brewers     | 93 | 69 | .574 |

| Squadra              | V  | S   | %    | PD |
| -------------------- | -- | --- | ---- | -- |
| San Diego Padres     | 93 | 69  | .574 | +4 |
| Atlanta Braves       | 88 | 72  | .550 | —  |
| New York Mets        | 88 | 72  | .550 | —  |
|                      |    |     |      |    |
| Arizona Diamondbacks | 89 | 73  | .549 | —  |
| St. Louis Cardinals  | 83 | 79  | .512 | 6  |
| Chicago Cubs         | 83 | 79  | .512 | 6  |
| San Francisco Giants | 80 | 82  | .494 | 9  |
| Cincinnati Reds      | 77 | 85  | .475 | 12 |
| Pittsburgh Pirates   | 76 | 86  | .469 | 13 |
| Washington Nationals | 71 | 91  | .438 | 18 |
| Miami Marlins        | 62 | 100 | .383 | 27 |
| Colorado Rockies     | 61 | 101 | .377 | 28 |

## Statistiche

### Battitori
Fonte: Baseball Reference.
| Giocatore      | G   | AB  | R  | H   | 2B | 3B | HR | RBI | SB | CS | BB | SO  | BA   | OBP  | SLG   |
| -------------- | --- | --- | -- | --- | -- | -- | -- | --- | -- | -- | -- | --- | ---- | ---- | ----- |
| N. Ahmed       | 2   | 7   | 1  | 1   | 0  | 0  | 0  | 0   | 0  | 0  | 0  | 0   | .143 | .143 | .143  |
| L. Arráez      | 117 | 500 | 61 | 159 | 24 | 2  | 4  | 41  | 9  | 3  | 16 | 18  | .318 | .346 | .398  |
| J. Azócar      | 61  | 73  | 13 | 16  | 2  | 0  | 0  | 2   | 5  | 1  | 5  | 19  | .219 | .269 | .247  |
| M. Batten      | 1   | 3   | 0  | 1   | 0  | 1  | 0  | 0   | 0  | 0  | 0  | 0   | .333 | .333 | 1.000 |
| X. Bogaerts    | 111 | 428 | 50 | 113 | 15 | 1  | 11 | 44  | 13 | 3  | 28 | 79  | .264 | .307 | .381  |
| L. Campusano   | 91  | 277 | 37 | 63  | 13 | 0  | 8  | 40  | 0  | 0  | 20 | 41  | .227 | .281 | .361  |
| J. Cronenworth | 155 | 577 | 72 | 139 | 29 | 3  | 17 | 83  | 5  | 2  | 61 | 118 | .241 | .324 | .390  |
| E. Díaz        | 12  | 21  | 1  | 4   | 2  | 0  | 1  | 3   | 0  | 0  | 3  | 5   | .190 | .292 | .429  |
| K. Higashioka  | 84  | 246 | 29 | 54  | 10 | 1  | 17 | 45  | 2  | 0  | 15 | 74  | .220 | .263 | .476  |
| B. Johnson     | 47  | 63  | 9  | 13  | 2  | 0  | 0  | 4   | 1  | 1  | 7  | 12  | .206 | .286 | .238  |
| H.-S. Kim      | 121 | 403 | 60 | 94  | 16 | 3  | 11 | 47  | 22 | 5  | 58 | 77  | .233 | .330 | .370  |
| B. Lockridge   | 12  | 12  | 4  | 2   | 0  | 0  | 1  | 1   | 2  | 0  | 0  | 4   | .167 | .167 | .417  |
| M. Machado     | 152 | 593 | 77 | 163 | 30 | 0  | 29 | 105 | 11 | 2  | 45 | 124 | .275 | .325 | .472  |
| M. McCoy       | 19  | 49  | 7  | 10  | 2  | 0  | 0  | 3   | 1  | 0  | 5  | 19  | .204 | .278 | .245  |
| J. Merrill     | 156 | 554 | 77 | 162 | 31 | 6  | 24 | 90  | 16 | 3  | 29 | 101 | .292 | .326 | .500  |
| G. Pauley      | 13  | 32  | 4  | 4   | 0  | 0  | 2  | 5   | 0  | 0  | 0  | 15  | .125 | .125 | .313  |
| D. Peralta     | 91  | 236 | 35 | 61  | 11 | 0  | 8  | 28  | 2  | 0  | 22 | 54  | .267 | .335 | .415  |
| J. Profar      | 158 | 564 | 94 | 158 | 29 | 0  | 24 | 85  | 10 | 3  | 76 | 101 | .280 | .380 | .459  |
| E. Rosario     | 30  | 53  | 5  | 13  | 6  | 0  | 3  | 6   | 0  | 0  | 2  | 20  | .245 | .286 | .528  |
| D. Solano      | 96  | 283 | 31 | 81  | 13 | 0  | 8  | 35  | 2  | 1  | 22 | 65  | .286 | .343 | .417  |
| B. Sullivan    | 7   | 16  | 1  | 3   | 0  | 0  | 1  | 2   | 0  | 0  | 1  | 4   | .188 | .235 | .375  |
| F. Tatís Jr.   | 102 | 398 | 64 | 110 | 21 | 1  | 21 | 49  | 11 | 3  | 32 | 96  | .276 | .340 | .492  |
| T. Wade        | 90  | 138 | 28 | 30  | 3  | 0  | 0  | 8   | 8  | 1  | 11 | 29  | .217 | .285 | .239  |

### Lanciatori
Fonte: Baseball Reference.
| Giocatore        | W  | L  | ERA   | G  | GS | GF | SV | IP    | H   | R  | ER | HR | BB | SO  | H9   | HR9 | BB9 | SO9  |
| ---------------- | -- | -- | ----- | -- | -- | -- | -- | ----- | --- | -- | -- | -- | -- | --- | ---- | --- | --- | ---- |
| J. Adam          | 3  | 0  | 1.01  | 27 | 0  | 1  | 0  | 26.2  | 14  | 3  | 3  | 1  | 7  | 31  | 4.7  | 0.3 | 2.4 | 10.5 |
| P. Ávila         | 1  | 0  | 9.00  | 4  | 0  | 2  | 0  | 8.0   | 5   | 8  | 8  | 1  | 6  | 9   | 5.6  | 1.1 | 6.8 | 10.1 |
| J. Brito         | 1  | 2  | 4.12  | 26 | 0  | 9  | 0  | 43.2  | 49  | 23 | 20 | 4  | 10 | 29  | 10.1 | 0.8 | 2.1 | 6.0  |
| D. Cease         | 14 | 11 | 3.47  | 33 | 33 | 0  | 0  | 189.1 | 137 | 80 | 73 | 18 | 65 | 224 | 6.5  | 0.9 | 3.1 | 10.6 |
| T. Cosgrove      | 0  | 1  | 11.66 | 18 | 0  | 3  | 0  | 14.2  | 23  | 19 | 19 | 3  | 6  | 15  | 14.1 | 1.8 | 3.7 | 9.2  |
| Y. Darvish       | 7  | 3  | 3.31  | 16 | 16 | 0  | 0  | 81.2  | 65  | 32 | 30 | 12 | 22 | 78  | 7.2  | 1.3 | 2.4 | 8.6  |
| A. Davis         | 0  | 0  | 9.00  | 7  | 0  | 0  | 0  | 7.0   | 6   | 8  | 7  | 0  | 5  | 6   | 7.7  | 0.0 | 6.4 | 7.7  |
| E. De Los Santos | 1  | 2  | 4.46  | 44 | 0  | 13 | 1  | 40.1  | 39  | 21 | 20 | 11 | 13 | 48  | 8.7  | 2.5 | 2.9 | 10.7 |
| C. Edwards Jr.   | 0  | 0  | -     | 1  | 0  | 0  | 0  | 0.0   | 1   | 0  | 0  | 0  | 2  | 0   | -    | -   | -   | -    |
| J. Estrada       | 6  | 3  | 2.95  | 62 | 0  | 14 | 1  | 61.0  | 42  | 22 | 20 | 4  | 23 | 94  | 6.2  | 0.6 | 3.4 | 13.9 |
| L. Gillaspie     | 0  | 0  | 7.15  | 9  | 0  | 4  | 0  | 11.1  | 15  | 9  | 9  | 2  | 0  | 7   | 11.9 | 1.6 | 0.0 | 5.6  |
| B. Hoeing        | 1  | 1  | 1.52  | 18 | 0  | 1  | 0  | 23.2  | 14  | 5  | 4  | 2  | 5  | 18  | 5.3  | 0.8 | 1.9 | 6.8  |
| A. Jacob         | 0  | 0  | 2.45  | 7  | 0  | 2  | 0  | 14.2  | 9   | 4  | 4  | 1  | 2  | 19  | 5.5  | 0.6 | 1.2 | 11.7 |
| M. King          | 13 | 9  | 2.95  | 31 | 30 | 0  | 0  | 173.2 | 144 | 71 | 57 | 17 | 63 | 201 | 7.5  | 0.9 | 3.3 | 10.4 |
| S. Kolek         | 3  | 0  | 5.21  | 42 | 0  | 12 | 0  | 46.2  | 59  | 30 | 27 | 4  | 12 | 39  | 11.4 | 0.8 | 2.3 | 7.5  |
| Y. Matsui        | 4  | 2  | 3.73  | 64 | 0  | 14 | 0  | 62.2  | 46  | 27 | 26 | 8  | 27 | 69  | 6.6  | 1.1 | 3.9 | 9.9  |
| A. Mazur         | 1  | 3  | 7.49  | 8  | 8  | 0  | 0  | 33.2  | 40  | 28 | 28 | 6  | 21 | 22  | 10.7 | 1.6 | 5.6 | 5.9  |
| A. Morejón       | 3  | 2  | 2.83  | 60 | 0  | 12 | 2  | 63.2  | 63  | 24 | 20 | 4  | 21 | 71  | 8.9  | 0.6 | 3.0 | 10.0 |
| J. Musgrove      | 6  | 5  | 3.88  | 19 | 19 | 0  | 0  | 99.2  | 94  | 44 | 43 | 14 | 23 | 101 | 8.5  | 1.3 | 2.1 | 9.1  |
| W. Peralta       | 3  | 2  | 3.99  | 46 | 0  | 10 | 0  | 38.1  | 33  | 19 | 17 | 6  | 13 | 22  | 7.7  | 1.4 | 3.1 | 5.2  |
| M. Pérez         | 3  | 1  | 3.46  | 10 | 10 | 0  | 0  | 52.0  | 46  | 20 | 20 | 9  | 17 | 44  | 8.0  | 1.6 | 2.9 | 7.6  |
| S. Reynolds      | 0  | 0  | 0.82  | 9  | 0  | 3  | 0  | 11.0  | 10  | 1  | 1  | 0  | 5  | 21  | 8.2  | 0.0 | 4.1 | 17.2 |
| T. Scott         | 3  | 1  | 2.73  | 28 | 0  | 6  | 4  | 26.1  | 26  | 10 | 8  | 1  | 9  | 31  | 8.9  | 0.3 | 3.1 | 10.6 |
| R. Suárez        | 9  | 3  | 2.77  | 65 | 0  | 55 | 36 | 65.0  | 52  | 21 | 20 | 7  | 16 | 59  | 7.2  | 1.0 | 2.2 | 8.2  |
| R. Vásquez       | 4  | 7  | 4.87  | 20 | 20 | 0  | 0  | 98.0  | 119 | 56 | 53 | 13 | 29 | 62  | 10.9 | 1.2 | 2.7 | 5.7  |
| M. Waldron       | 7  | 11 | 4.91  | 27 | 26 | 0  | 0  | 146.2 | 145 | 84 | 80 | 21 | 40 | 133 | 8.9  | 1.3 | 2.5 | 8.2  |

## Transactions
Nota: se non altrimenti indicato, la fonte è il sito ufficiale della squadra.

### Ottobre 2023
| Data       | Movimento |
| ---------- | --- |
| 2.10.2023  | - Inseriti nel 40-man roster il RHP Yu Darvish, il DH Matt Carpenter (dalla 10-day DL), lo SS Jake Cronenworth (dalla 10-day DL), il RHP Steven Wilson (dalla 15-day DL) e il C Luis Campusano (dalla 10-day DL). - Richiamati dagli El Paso Chihuahuas (AAA) il LHP Adrián Morejón, il 1B Austin Nola, il RHP Sean Reynolds, il 1B Austin Nola, il RHP Glenn Otto, il RHP Nick Hernandez, il LHP Jay Groome e il LF Taylor Kohlwey |
| 31.10.2023 | - Firmato il free agent LHP Ryan Carpenter (minor league contract) |

### Novembre 2023
| Data       | Movimento |
| ---------- | --- |
| 2.11.2023  | - Firmato il free agent IF Fabian Alcantara (minor league contract) - Diventano free agent Il LHP Blake Snell, il RHP Luis García, il DH Choi Ji-man, il 3B Jurickson Profar, il LHP Rich Hill, il 1B Garrett Cooper, il C Gary Sánchez, il LHP Josh Hader e il LHP Drew Pomeranz - Trasferiti agli El Paso Chihuahuas (AAA) il C Chandler Seagle e il RHP Drew Carlton - I Pittsburgh Pirates richiamano dai waivers dei Padres lo SS Tucupita Marcano          |
| 3.11.2023  | - Diventa free agent il RHP Seth Lugo - Firmato il free agent 2B Tyler Wade (minor league contract) e inserito nel 40-man roster. |
| 6.11.2023  | - Attivati il RHP Reiss Knehr (dalla 60-day DL), il LHP Tim Hill (dalla 60-day DL), il RHP Joe Musgrove (60-day DL) e il RHP Alek Jacob (60-day DL) - Diventano free agent Il RHP Nick Martinez, il RHP Rordy Mejia e il RHP Michael Wacha - Firmati i free agent LHP Adrian Pena e il RHP Rordy Mejia (minor league contract) - Prelevato dai waivers dei Chicago Cubs il RHP Jeremiah Estrada - Trasferito agli El Paso Chihuahuas (AAA) il RHP Nick Hernandez |
| 7.11.2023  | - Firmato il free agent RHP Drew Carlton (minor league contract) e inserito nel 40-man roster. |
| 13.11.2023 | - Firmato il free agent RHP Yovanny Cruz (minor league contract) e inserito nel 40-man roster. |
| 14.11.2023 | - Richiamato dai San Antonio MIssions (AA) il RHP Jairo Iriarte e inserito nel 40-man roster - Trasferito dagli El Paso Chihuahuas (AAA) il RHP Reiss Knehr |
| 15.11.2023 | - Prelevato dai waivers dei Boston Red Sox il RHP Logan Gillaspie |
| 17.11.2023 | - Trade: I Padres cedono il RHP Scott Barlow ai Cleveland Guardians, ricevendo in cambio il RHP Enyel De Los Santos - Diventano free agent il C Austin Nola, il LF Taylor Kohlwey, il LHP Tim Hill e il RHP José Espada - Firmato il free agent LF Robert Perez Jr. (minor league contract) |
| 18.11.2023 | - Firmato il free agent SS Mason McCoy (minor league contract) e inserito nel 40-man roster. |
| 20.11.2023 | - Firmato il free agent LHP Jayvien Sandridge (minor league contract) e inserito nel 40-man roster. |
| 21.11.2023 | - Firmato il free agent OF Cal Mitchell (minor league contract) |
| 25.11.2023 | - Firmato il free agent RHP José Espada (minor league contract) |

### Dicembre 2023
| Data       | Movimento |
| ---------- | --- |
| 6.12.2023  | - Scelto al Rule-5 Draft il RHP Stephen Kolek - Scelto al Rule-5 Draft il LHP Omar Cruz |
| 7.12.2023  | - Trade: I Padres cedono il LF Juan Soto e il CF Trent Grisham ai New York Yankees, ricevendo in cambio il RHP Michael King, il C Kyle Higashioka, il RHP Randy Vásquez, il RHP Jhony Brito e il RHP Drew Thorpe |
| 8.12.2023  | - Firmato il free agent 2B Nate Mondou (minor league contract) e inserito nel 40-man roster. |
| 10.12.2023 | - Firmato il free agent RHP Tommy Nance (minor league contract) e inserito nel 40-man roster. |
| 11.12.2023 | - Firmato il free agent C Michael De La Cruz (minor league contract) e inviato agli El Paso Chihuahuas (AAA) |
| 15.12.2023 | - Trade: I Padres cedono il DH Matt Carpenter, il LHP Ray Kerr e una somma di denaro agli Atlanta Braves, ricevendo in cambio il CF Drew Campbell - Trasferito ai San Antonio MIssions (AA) il CF Drew Campbell  |
| 21.12.2023 | - Firmato il free agent OF Bryce Johnson (minor league contract) - Trasferito agli El Paso Chihuahuas (AAA) l'OF Bryce Johnson                                                                                   |
| 22.12.2023 | - Prelevato dai waivers dei Chicago White Sox il RHP Luis Patiño |
| 23.12.2023 | - Firmato il free agent LHP Yuki Matsui |
| 28.12.2023 | - Firmato il free agent OF Óscar Mercado (minor league contract) e inserito nel 40-man roster. |
| 29.12.2023 | - Firmato il free agent LHP Daniel Camarena (minor league contract) e inserito nel 40-man roster. |
| 30.12.2023 | - Firmato il free agent C Kevin Plawecki (minor league contract) e inserito nel 40-man roster. |

### Gennaio 2024
| Data      | Movimento |
| --------- | --- |
| 3.1.2024  | - Firmato il free agent RHP Go Woo-suk |
| 15.1.2024 | - Firmati i free agent l'OF Clay Winklaar, il 2B Ibrain Ricardo, lo SS Kevin Tamburini, l'OF José Bericoto, il 2B Johendry Javier, l'OF Eddson Martinez, il RHP Edinson Hernandez, lo SS Yorvin Moria, il C Walfrent Guzman, lo SS Frailyn Severino, il LHP Marco Eluscat, il RHP Luis Maracara, lo SS Endy Rios, il C Isaac Ponce, il C Dayquer Alfonzo, il RHP Shurland Smith, il 2B Darian Castillo, l'OF Juan Martinez, lo SS Tom Guerrero, il RHP Elvis Reyes, l'OF Jesmaylin Arias, il LHP Javier Salomon, il LHP Yunny Tovar, il RHP José De La Rosa, il LHP Ibrahyn Jimenez, il RHP Cristian Navarro, lo SS Leodalis De Vries e il C Chandler Seagle (minor league contract) - Trasferiti ai DSL Padres Gold (Rookie) il RHP Cristian Navarro e lo SS Leodalis De Vries - Inserito nel 40-man roster il C Chandler Seagle |
| 25.1.2024 | - Firmato il free agent RHP Josh Roberson (minor league contract) - Trasferito agli El Paso Chihuahuas (AAA) il RHP Josh Roberson |
| 26.1.2024 | - Firmati i free agent il RHP Lake Bachar, il RHP Nick Hernandez, il RHP Matt Festa, - Invitati allo Spring Training il RHP Lake Bachar, il RHP Nick Hernandez, il RHP Matt Festa, il RHP Kevin Kopps, l'OF TIrso Ornelas, il RHP Ryan Bergert, il C Ethan Salas, il 3B Graham Pauley, l'OF Jakob Marsee, il RHP Adam Mazur, il RHP Nolan Watson, il RHP Moises Lugo, il LHP Robby Snelling, lo SS Marcos Castañon, lo SS Jackson Merrill e il LHP Austin Krob |
| 31.1.2024 | - Firmato il free agent LHP Austin Davis (minor league contract) - Trasferito agli El Paso Chihuahuas (AAA) il LHP Austin Davis |

### Febbraio 2024
| Data      | Movimento                                                                                                |
| --------- | --- |
| 1.2.2024  | - Firmato il free agent OF Zach Reks (minor league contract) e trasferito agli El Paso Chihuahuas (AAA)  |
| 8.2.2024  | - Firmato il free agent LHP Wandy Peralta                                                                |
| 9.2.2024  | - Firmato il free agent LHP Mitchell Miller (minor league contract)                                      |
| 13.2.2024 | - Trade: i Padres ricevono 500.000 $ dai Detroit Tigers, ricevendo in cambio il LHP Blake Dickerson      |
| 20.2.2024 | - Inserito nel 40-man roster il OF Bryce Johnson                                                         |
| 22.2.2024 | - Invitato allo Spring Training il 1B Nathan Martorella - Inserito nel 40-man roster il LHP Austin Davis |
| 24.2.2024 | - Firmato il free agent 3B Jurickson Profar e inserito nel 40-man roster                                 |
| 28.2.2024 | - Firmato il free agent LF Tim Locastro (minor league contract) e invitato allo Spring Training          |

### Marzo 2024
| Data      | Movimento |
| --------- | --- |
| 1.3.2024  | - Trasferiti agli El Paso Chihuahuas (AAA) il RHP Sean Reynolds e il LHP Jay Groome |
| 3.3.2024  | - Trasferito agli El Paso Chihuahuas (AAA) il LHP Jairo Iriarte |
| 6.3.2024  | - Firmato il free agent SS Brad Miller (minor league contract) e invitato allo Spring Training |
| 9.3.2024  | - Trasferito agli El Paso Chihuahuas (AAA) il RHP Alek Jacob e il RHP Logan Gillaspie |
| 11.3.2024 | - Trasferito agli El Paso Chihuahuas (AAA) lo SS Matthew Batten |
| 13.3.2024 | - Trade: I Padres cedono il RHP Drew Thorpe, il RHP Jairo Iriarte, il OF Samuel Zavala e il RHP Steven Wilson ai Chicago White Sox, ricevendo in cambio il RHP Dylan Cease - Rilasciato il SS Brad Miller |
| 19.3.2024 | - Inseriti nel 40-man roster i contratti del 2B Tyler Wade (dagli El Paso Chihuahuas - AAA) dello SS Jackson Merrill (dai San Antonio Missions - AA) e del 3B Graham Pauley (dai San Antonio Missions - AA) - Trasferiti agli El Paso Chihuahuas (AAA) il RHP Go Woo-Suk e il C Brett Sullivan - Inserito nella 10-day DL il SS Tucupita Marcano (intervento chirurgico al ginocchio destro) - Inseriti nella 15-day DL il RHP Luis Patiño (infiammazione al gomito destro) e il RHP Glenn Otto (stiramento muscolo grande della spalla destra) |
| 25.3.2024 | - Trasferito agli El Paso Chihuahuas (AAA) il RHP Jeremiah Estrada |
| 28.3.2024 | - Trasferiti agli El Paso Chihuahuas (AAA) il RHP Adrian Morejon e il RHP Randy Vásquez |

### Aprile 2024
| Data      | Movimento |
| --------- | --- |
| 2.4.2024  | - Trade: I Padres cedono il SS Kervin Pichardo (minor leaguer) ai Pittsburgh Pirates, ricevendo in cambio il LHP Jackson Wolf |
| 9.4.2024  | - Richiamato dagli El Paso Chihuahuas (AAA) il C Brett Sullivan - Trasferito agli El Paso Chihuahuas (AAA) il 3B Graham Pauley |
| 12.4.2024 | - Richiamato dagli El Paso Chihuahuas (AAA) il LHP Adrián Morejón - Designated for assignment il RHP Pedro Ávila |
| 16.4.2024 | - Richiamato dagli El Paso Chihuahuas (AAA) il SS Matthew Batten - Trasferito agli El Paso Chihuahuas (AAA) il C Brett Sullivan |
| 17.4.2024 | - Trade: I Padres cedono il RHP Pedro Ávila (designated for assignment) ai Cleveland Guardians, ricevendo in cambio di contanti. - Inserito nella 15-day IL il RHP Yū Darvish (con effetto retroattivo al 15.04.2024 - dolore al collo) - Firmato il 2B Donovan Solano (minor league contract) - Richiamato dagli El Paso Chihuahuas (AAA) il RHP Logan Gillaspie |
| 20.4.2024 | - Richiamati dagli El Paso Chihuahuas (AAA) il 3B Graham Pauley e il RHP Randy Vásquez - Trasferiti agli El Paso Chihuahuas (AAA) il RHP Logan Gillaspie e il SS Matthew Batten |
| 22.4.2024 | - Trasferito in paternity list il 3B Manny Machado - Richiamato dagli El Paso Chihuahuas (AAA) lo SS Matthew Batten |
| 26.4.2024 | - Riattivato nel 40-man roster il 3B Manny Machado - Richiamato dagli El Paso Chihuahuas (AAA) il RHP Jeremiah Estrada - Trasferiti agli El Paso Chihuahuas (AAA) lo SS Matthew Batten e il RHP Randy Vásquez |
| 30.4.2024 | - Riattivato dalla 15-day DL il RHP Yū Darvish - Trasferito agli El Paso Chihuahuas (AAA) il LHP Tom Cosgrove |

### Maggio 2024
| Data      | Movimento |
| --------- | --- |
| 4.5.2024  | - Trade: I Padres cedono il RHP Go Woo-Suk (minor leaguer), l'OF Dillon Head (minor leaguer), l'OF Jakob Marsee (minor leaguer) e il 1B Nathan Martorella (minor leaguer) ai Miami Marlins in cambio del 2B Luis Arráez - Trasferito agli El Paso Chihuahuas (AAA) il 3B Graham Pauley |
| 5.5.2024  | - Trasferito nella 15-day IL il RHP Joe Musgrove (infiammazione al gomito destro) - Richiamati dagli El Paso Chihuahuas (AAA) il RHP Randy Vásquez e il 2B Donovan Solano - Trasferito agli El Paso Chihuahuas (AAA) il 2B Eguy Rosario                                                |
| 6.5.2024  | - Firmato il 2B Robbie Tenerowicz (minor league contract) e trasferito ai San Antonio Missions (AA) |
| 13.5.2024 | - Firmati il LHP Pedro Martinez, il RHP Anderson Ortiz e il RHP Winyer Chourlo (minor league contract) e trasferiti nel roster dei DSL Padres Brown (Rookie) |
| 17.5.2024 | - Firmato il LHP Edwyn Hernandez (minor league contract) e trasferito nel roster dei DSL Padres Brown (Rookie) |
| 18.5.2024 | - Firmato il LF David Peralta (minor league contract) e trasferito nel roster degli El Paso Chihuahuas (AAA) |
| 20.5.2024 | - Richiamato dagli El Paso Chihuahuas (AAA) il RHP Logan Gillaspie |
| 21.5.2024 | - Riattivato dalla 15-day DL il RHP Joe Musgrove - Trasferiti agli El Paso Chihuahuas (AAA) il RHP Logan Gillaspie e il RHP Randy Vásquez |
| 22.5.2024 | - Trasferito nella 10-day DL, con effetto retroattivo al 21.05.2024, lo SS Xander Bogaerts (frattura alla spalla destra) - Trasferito dalla 15-day DL alla 60-day DL il RHP Luis Patiño - Trasferito dagli El Paso Chihuahuas (AAA) il LF David Peralta                                |

### Giugno 2024
| Data      | Movimento |
| --------- | --- |
| 1.6.2024  | - Trasferiti nella 15-day IL il RHP Yu Darvish (stiramento all'inguine sinistro) e il RHP Joe Musgrove (infiammazione al gomito destro) - Richiamati dagli El Paso Chihuahuas (AAA) il RHP Randy Vásquez e il RHP Logan Gillaspie - Firmato il RHP free agent Christian Crespo (minor league contract) e trasferito nel roster dei DSL Padres Gold (Rookie) |
| 4.6.2024  | - Trade: I Padres cedono il RHP Nick Hernandez agli Houston Astros in cambio di denaro - Tagliato lo SS Tucupita Marcano (squalifica a vita per scommesse non consentite ad un giocatore MLB) - Trasferito nella restricted list il LHP Jay Groome (squalifica di 1 anno per scommesse non consentite ad un giocatore MLB) - Trasferito nel 40-man roster il RHP Adam Mazur dagli El Paso Chihuahuas (AAA) - Trasferito agli ACL Padres (Rookie) il RHP Glenn Otto in rehab assignment. |
| 5.6.2024  | - Firmati l'OF L.J. Jones, il LHP Luke Westphal e il RHP Yoesmeril Beltre (minor league contract); Jones viene trasferito nel roster degli ACL Padres (Rookie), Westphal in quello degli El Paso Chihuahuas (AAA), Beltre in quello dei DSL Padres Brown (Rookie) |
| 8.6.2024  | - Firmato il RHP Roberto Burgos (minor league contract) e trasferito nel roster dei DSL Padres Gold (Rookie) |
| 18.6.2024 | - Trasferiti il RHP Glenn Otto agli El Paso Chihuahuas (AAA) e il RHP Yu Darvish ai Fort Wayne TinCaps (AA) (rehab assignment) |
| 21.6.2024 | - Trasferito il RHP Adam Mazur agli El Paso Chihuahuas (AAA) - RIchiamato dagli El Paso Chihuahuas (AAA) il LHP Tom Cosgrove |
| 22.6.2024 | - Trasferito nella 10-day DL il C Luis Campusano con effetto retroattivo al 21.6.2024 (contusione al pollice sinistro) - RIchiamato dagli El Paso Chihuahuas (AAA) il C Brett Sullivan |
| 24.6.2024 | - Trasferito nella 10-day DL lo SS Fernando Tatís Jr. con effetto retroattivo al 22.6.2024 (dolore al femorale destro) - RIchiamati dagli El Paso Chihuahuas (AAA) il RHP Adam Mazur, il 2B Eguy Rosario e l'OF Bryce Johnson - Trasferiti agli El Paso Chihuahuas (AAA) il CF José Azocar e il RHP Jhony Brito |
| 25.6.2024 | - Rimosso dalla 15-day DL il RHP Glenn Otto e trasferito nel roster degli El Paso Chihuahuas (AAA) |
| 27.6.2024 | - Firmato il LHP Jimmy Reyes e trasferito nel roster degli ACL Padres (Rookie) |
| 28.6.2024 | - Firmato il RHP Nabil Crismatt (minor league contract) e trasferito nel roster degli El Paso Chihuahuas (AAA) - Richiamato dagli El Paso Chihuahuas (AAA) il LHP Austin Davis - Inserito nella 15-day DL il LHP Tom Cosgrove (infiammazione al gomito sinistro) e trasferito dalla 15-day DL alla 60-day DL il RHP Joe Musgrove |

### Luglio 2024
| Data      | Movimento |
| --------- | --- |
| 1.7.2024  | - Trasferito ai Lake Elsinore Storm (A) il C Luis Campusano in rehab assignment. |
| 4.7.2024  | - Firmato il RHP Carl Edwards Jr. (minor league contract) e inserito nel roster dei Padres ACL (Rookie) - Trasferito agli El Paso Chihuahuas (AAA) lo SS Xander Bogaerts in rehab assignment |
| 5.7.2024  | - Rimosso dalla 10-day DL il C Luis Campusano e riattivato nel 40-man roster - Trasferito agli El Paso Chihuahuas (AAA) il 2B Eguy Rosario |
| 6.7.2024  | - Inserito nella restricted list il RHP Yu Darvish |
| 10.7.2024 | - Trasferito ai Lake Elsinore Storm (A) lo SS Xander Bogaerts in rehab assignment - Richiamato dagli El Paso Chihuahuas (AAA) il RHP Logan Gillaspie - Trasferito agli El Paso Chihuahuas (AAA) il RHP Adam Mazur |
| 12.7.2024 | - Inserito nella 15-day DL il LHP Wandy Peralta, con effetto retroattivo al 10.7.2024 (stiramento all'adduttore sinistro) - Riattivato dalla 10-day DL lo SS Xander Bogaerts - Trasferito agli El Paso Chihuahuas (AAA) il C Brett Sullivan - Richiamato il RHP Sean Reynolds dagli El Paso Chihuahuas (AAA) |
| 15.7.2024 | - Firmati lo SS Zach Evans, il 3B Jack Costello, l'OF Kai Roberts e l'OF Darrien McDowell (scelte del Draft 2024) |
| 17.7.2024 | - Inserito nel 40-man roster l'OF Tirso Ornelas e inviato agli El Paso Chihuahuas (AAA) |
| 20.7.2024 | - Trasferito il LHP Tom Cosgrove ai Lake Elsinore Storm (A) in rehab assignment |
| 23.7.2024 | - Firmato il RHP Raymel Belliard (minor league contract) e inserito nel roster dei DSL Padres (Rookie) |
| 24.7.2024 | - Firmati il LHP Kash Mayfield, lo SS Brandon Butterworth, l'OF Alex McCoy, il C Brendan Durfee, il RHP Josh Mallitz, lo SS Cobb Hightower, il 3B Kale Fountain, lo SS Cooper Weiss, il RHP Carson Swilling, l'OF Kasen Wells, il RHP Vicarte Domingo, il RHP Tanner Smith e il RHP Matthew Watson (scelte del Draft 2024) - Firmato il C Jack Mathey (minor league contract) |
| 25.7.2024 | - Firmato il RHP Adam Conrad (minor league contract) - Riattivato dalla 15-day DL il LHP Tom Cosgrove e trasferito dal roster dei Lake Elsinore Storm (A) a quello degli El Paso Chihuahuas (AAA) |
| 26.7.2024 | - Richiamato dagli El Paso Chihuahuas (AAA) il RHP Adam Mazur - Trasferito agli El Paso Chihuahuas (AAA) il RHP Sean Reynolds - Firmati il 1B Victor Figueroa, il RHP Tyson Neighbors, il LHP Boston Bateman, il TWP Sean Barnett e lo SS Ryan Jackson (scelte del Draft 2024) |
| 27.7.2024 | - Richiamato dagli El Paso Chihuahuas (AAA) il RHP Alek Jacob - Trasferito agli El Paso Chihuahuas (AAA) il RHP Adam Mazur |
| 28.7.2024 | - Trade: i San Diego Padres ricevono dai Tampa Bay Rays il RHP Jason Adam in cambio del RHP Dylan Lesko, dell'OF Homer Bush Jr. e del C J.D. Gonzalez - Rilasciato il RHP Glenn Otto dal 40-man roster (designated for assignment) |
| 30.7.2024 | - Trade: i San Diego Padres ricevono dai Miami Marlins il LHP Tanner Scott e il RHP Bryan Hoeing in cambio del RHP Adam Mazur, del 2B Jay Beshears, il LHP Robby Snelling e il 3B Graham Pauley - Trade: I San Diego Padres ricevono dai New York Yankees l'OF Brandon Lockridge in cambio del RHP Enyel De Los Santos e del RHP Thomas Balboni Jr. - Trade: I San Diego Padres ricevono dai Pittsburgh Pirates il LHP Martín Pérez in cambio del LHP Ronaldys Jimenez - Firmato l'OF Kavares Tears (scelta del Draft 2024) - Inserito nel 40-man roster il RHP Jason Adam |
| 31.7.2024 | - Inseriti nel 40-man roster il LHP Tanner Scott, il RHP Bryan Hoeing e il LHP Martín Pérez - Inserito nella 15-day DL il RHP Stephen Kolek - Rilasciato il LHP Austin Davis (designated for assignment) - Trasferito agli El Paso Chihuahuas (AAA) il RHP Logan Gillaspie |

### Agosto 2024
| Data      | Movimento |
| --------- | --- |
| 2.8.2024  | - Trasferito agli El Paso Chihuahuas (AAA) il RHP Lake Bachar |
| 3.8.2024  | - Trasferito agli El Paso Chihuahuas (AAA) il LHP Austin Davis, che decide di dichiararsi free agent |
| 4.8.2024  | - Trasferito ai Lake Elsinore Storm (A) il RHP Joe Musgrove in rehab assignment |
| 6.8.2024  | - Firmato il LHP free agent Austin Davis (minor league contract) |
| 7.8.2024  | - Trade: I San Diego Padres cedono il RHP Tommy Nance ai Toronto Blue Jays in cambio di una somma di denaro |
| 8.8.2024  | - Richiamato dagli El Paso Chihuahuas (AAA) il RHP Carl Edwards Jr. - Trasferiti agli El Paso Chihuahuas (AAA) il RHP Alek Jacob - Rilasciato il LHP Jackson Wolf (designated for assignment)                                                 |
| 9.8.2024  | - Richiamato dagli El Paso Chihuahuas (AAA) il RHP Jhony Brito - Trasferito agli El Paso Chihuahuas (AAA) il RHP Randy Vásquez |
| 10.8.2024 | - Trasferito agli El Paso Chihuahuas (AAA) il LHP Jackson Wolf |
| 11.8.2024 | - Richiamato dagli El Paso Chihuahuas (AAA) il RHP Sean Reynolds - Trasferito agli El Paso Chihuahuas (AAA) il RHP Jhony Brito |
| 12.8.2024 | - Riattivato dalla 60-day DL il RHP Joe Musgrove e richiamato dai Lake Elsinore Storm (A) - Rilasciato il RHP Carl Edwards Jr. (designated for assignment)                                                                                    |
| 14.8.2024 | - Trasferito agli El Paso Chihuahuas (AAA) il RHP Carl Edwards Jr., che decide di dichiararsi free agent |
| 19.8.2024 | - Firmato il LHP free agent Carl Edwards Jr. (minor league contract) |
| 20.8.2024 | - Inserito nella 10-day DL lo SS Ha-Seong Kim, con effetto retroattivo al 19.8.2024 (infiammazione alla spalla destra) - Richiamato dagli El Paso Chihuahuas (AAA) lo SS Matthew Batten                                                       |
| 21.8.2024 | - Trasferito dalla 10-day DL alla 60-day DL lo SS Fernando Tatís Jr. (stiramento al retto femorale destro) - Richiamato dagli El Paso Chihuahuas (AAA) lo SS Mason McCoy - Trasferito agli El Paso Chihuahuas (AAA) lo SS Matthew Batten      |
| 22.8.2024 | - Richiamato dagli El Paso Chihuahuas (AAA) il RHP Logan Gillaspie - Trasferito agli El Paso Chihuahuas (AAA) il RHP Matt Waldron |
| 23.8.2024 | - Trasferito dalla restricted list alla 15-day DL il RHP Yū Darvish (dolore al gomito sinistro) - Trasferito ai Lake Elsinore Storm (A) il LHP Wandy Peralta (rehab assignment) - Rilasciato lo SS Matthew Batten (designated for assignment) |
| 25.8.2024 | - Richiamato dagli El Paso Chihuahuas (AAA) il RHP Lake Bachar - Trasferiti agli El Paso Chihuahuas (AAA) il RHP Logan Gillaspie e lo SS Matthew Batten                                                                                       |
| 26.8.2024 | - Richiamato dagli El Paso Chihuahuas (AAA) il RHP - Trasferito agli El Paso Chihuahuas (AAA) il RHP Randy Vásquez |
| 27.8.2024 | - Firmato il C free agent Elias Díaz (minor league contract) e trasferito agli El Paso Chihuahuas (AAA) |
| 30.8.2024 | - Trasferito ai San Antonio Missions (AA) il LHP Wandy Peralta (rehab assignment) |
| 31.8.2024 | - Firmato lo SS free agent Nick Ahmed (minor league contract) - Richiamato dagli El Paso Chihuahuas (AAA) il RHP Alek Jacob - Trasferito agli El Paso Chihuahuas (AAA) il RHP Sean Reynolds                                                   |

### Settembre 2024
| Data      | Movimento |
| --------- | --- |
| 1.9.2024  | - Riattivato dalla 15-day DL il LHP Wandy Peralta e richiamato dai San Antonio Missions (AA) - Rilasciato il RHP Lake Bachar (designated for assignment) - Trasferito dalla 15-day DL alla 60-day DL il RHP Stephen Kolek - Inserito nel 40-man roster l'OF Brandon Lockridge e trasferito agli El Paso Chihuahuas (AAA) - Richiamati dagli El Paso Chihuahuas il C Elias Díaz e il LHP Tom Cosgrove - Trasferito agli El Paso Chihuahuas (AAA) il RHP Randy Vásquez |
| 2.9.2024  | - Riattivato lo SS Fernando Tatís Jr. dalla 60-day DL - Rilasciato il CF José Azocar (designated for assignment) |
| 3.9.2024  | - Selezionato dalla lista dei waivers il RHP Lake Bachar dai Miami Marlins |
| 4.9.2024  | - Riattivato il RHP Yū Darvish dalla 15-day DL - Trasferito agli El Paso Chihuahuas il LHP Tom Cosgrove |
| 5.9.2024  | - Selezionato dalla lista dei waivers il CF José Azocar dai New York Mets |
| 11.9.2024 | - Trasferito il C Luis Campusano agli El Paso Chihuahuas (AAA) - Inserito nella paternity list il LHP Martín Pérez - Richiamati dagli El Paso Chihuahuas (AAA) il LHP Tom Cosgrove e il CF Brandon Lockridge |
| 14.9.2024 | - Riattivato il LHP Martín Pérez dalla paternity list - Trasferito agli El Paso Chihuahuas (AAA) il LHP Tom Cosgrove |
| 22.9.2024 | - Richiamato lo SS Nick Ahmed dagli ACL Padres (Rookie) e inserito nel 40-man roster - Inserito nella 10-day DL lo SS Mason McCoy (infiammazione alla schiena) - Richiamato dagli El Paso Chihuahuas (AAA) il RHP Jhony Brito e subito inserito nella 60-day DL (dolore al gomito destro) |
| 28.9.2024 | - Richiamato dagli El Paso Chihuahuas (AAA) il RHP Randy Vásquez - Trasferito agli El Paso Chihuahuas (AAA) il RHP Alek Jacob |
| 29.9.2024 | - Richiamato dagli El Paso Chihuahuas (AAA) il RHP Matt Waldron - Trasferito agli El Paso Chihuahuas (AAA) il RHP Randy Vásquez |

### Ottobre 2024
| Data      | Movimento |
| --------- | --- |
| 1.10.2024 | - Inseriti nel 40-man roster il RHP Alek Jacob, il RHP Sean Reynolds, il LF Tirso Ornelas, il 3B Eguy Rosario, il RHP Logan Gillaspie, il C Brett Sullivan, il RF Bryce Johnson, il LHP Tom Cosgrove, il C Luis Campusano, il RHP Matt Waldron, il LHP Martín Pérez, lo SS Ha-Seong Kim e lo SS Mason McCoy |
| 5.10.2024 | - Inseriti nel 40-man roster il RHP Joe Musgrove e lo SS Nick Ahmed |

## Draft
| Scelte dei Padres nel Draft 2024 |        |                     |       |                                   |
| Giro                             | Scelta | Giocatore           | Ruolo | College/High School               |
| 1                                | 25     | Kash Mayfield       | P     | Elk City High School (OK)         |
| 2                                | 52     | Boston Bateman      | P     | Adolfo Camarillo High School (CA) |
| 3                                | 88     | Cobb Hightower      | SS    | East Rowan High School (NC)       |
| 4                                | 118    | Tyson Neighbors     | P     | Kansas State                      |
| 4 (c)                            | 134    | Kavares Tears       | OF    | Tennessee                         |
| 4 (c)                            | 135    | Clark Ciandiotti    | P     | Arizona                           |
| 5                                | 151    | Kale Fountain       | 3B    | Norris High School (NE)           |
| 6                                | 180    | Darrien McDowell    | OF    | West Florida                      |
| 7                                | 210    | Kai Roberts         | OF    | Utah                              |
| 8                                | 240    | Nick Wissman        | P     | Dayton                            |
| 9                                | 270    | Zach Evans          | SS    | Università di Lenoir-Rhyne        |
| 10                               | 300    | Jack Costello       | 3B    | San Diego                         |
| 11                               | 330    | Sean Barnett        | TWP   | Wingate                           |
| 12                               | 360    | Brandon Butterworth | SS    | North Carolina State              |
| 13                               | 390    | Matthew Watson      | P     | Texas A&M - Corpus Christi        |
| 14                               | 420    | Brendan Durfee      | C     | California - Santa Barbara        |
| 15                               | 450    | Tanner Smith        | P     | Università Harvard                |
| 16                               | 480    | Kasen Wells         | OF    | Weatherford                       |
| 17                               | 510    | Ryan Jackson        | SS    | South California                  |
| 18                               | 540    | Victor Figueroa     | 1B    | Florida Southwestern State        |
| 19                               | 570    | Vicarte Domingo     | P     | British Columbia                  |
| 20                               | 600    | Chase Fralick       | C     | McIntosh High School (GA)         |

## Farm system
| Livello  | Squadra              | Lega                    | Manager      | V  | S  | Classifica                  |
| -------- | -------------------- | ----------------------- | ------------ | -- | -- | --------------------------- |
| Triple-A | El Paso Chihuahuas   | Pacific Coast League    | Pete Zamora  | 64 | 86 | 4° posto East Division      |
| Double-A | San Antonio Missions | Texas League            | Luke Montz   | 62 | 74 | 3° posto South Division     |
| High-A   | Fort Wayne TinCaps   | Midwest League          | Mike Daly    | 53 | 79 | 6° posto East Division      |
| A        | Lake Elsinore Storm  | California League       | Lukas Ray    | 71 | 58 | 1° posto South Division     |
| Rookie   | ACL Padres           | Arizona Complex League  | Luis Méndez  | 24 | 36 | 4° posto West Division      |
| Rookie   | DSL Padres Gold      | Dominican Summer League | Diego Cedeno | 26 | 29 | 5° posto Northwest Division |
| Rookie   | DSL Padres Brown     | Dominican Summer League | Diego Cedeno | 15 | 41 | 9° posto West Division      |